# Alesia

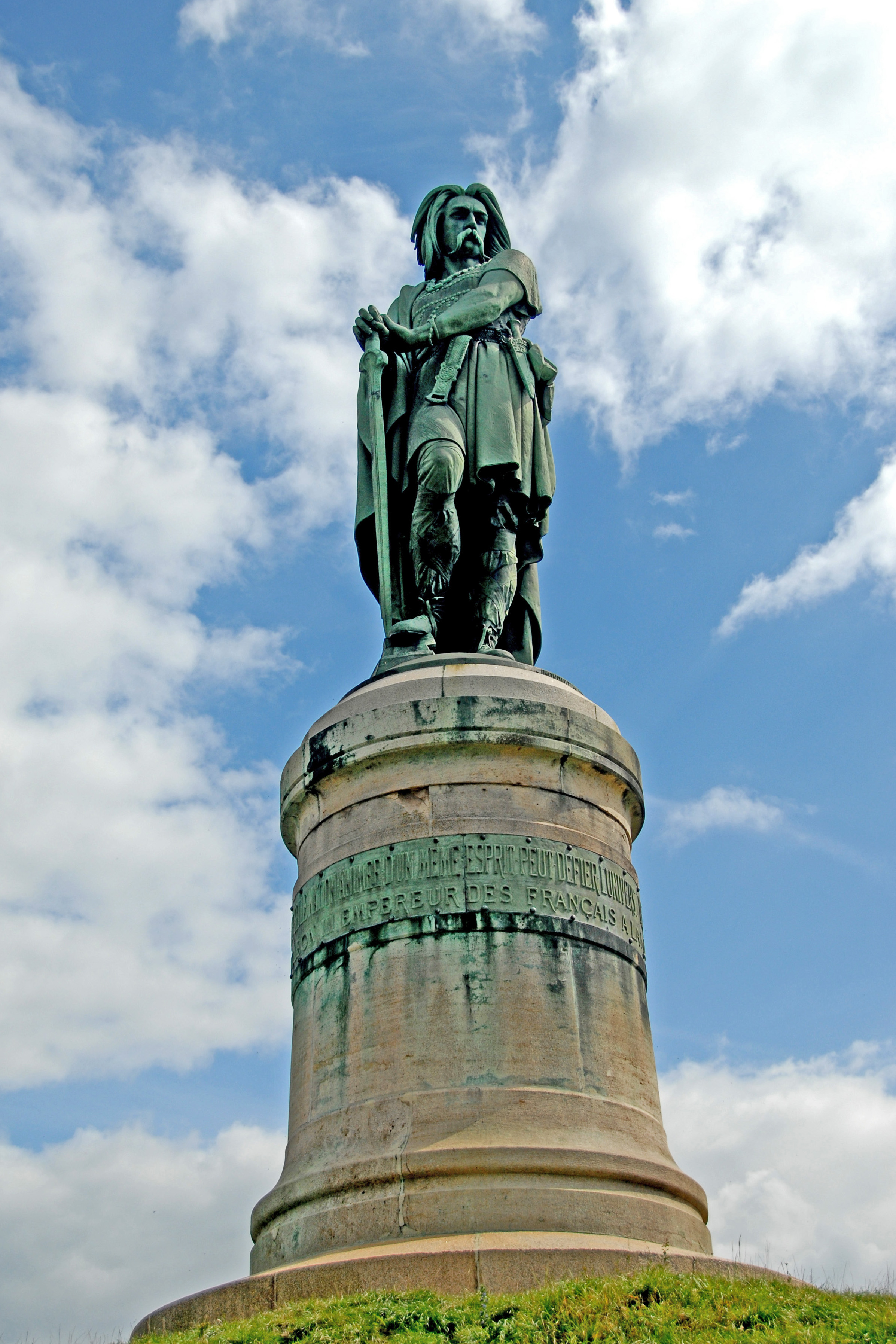
Vercingetorix-Denkmal in Alesia

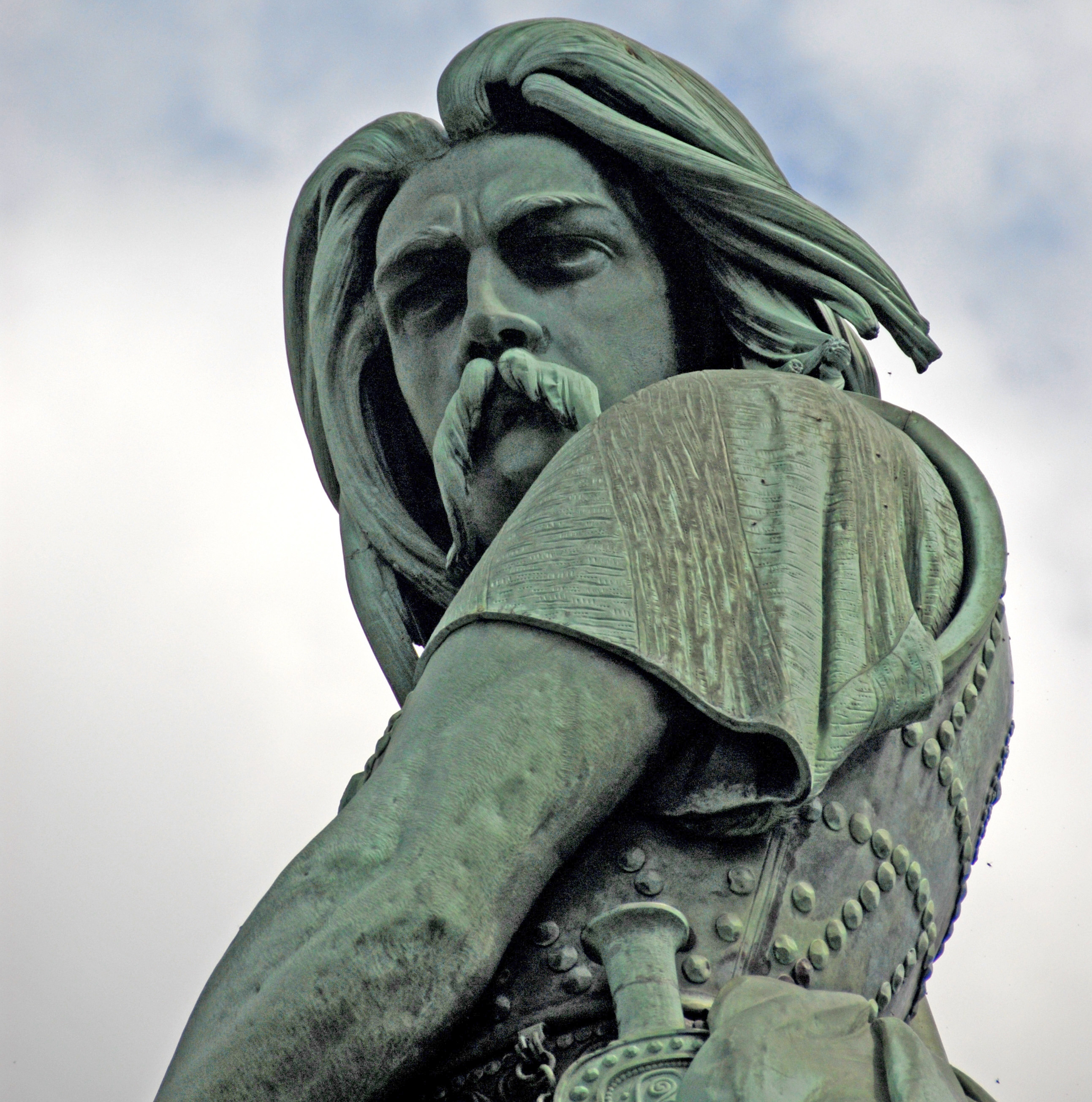
Vercingetorix-Denkmal, Detail

Das ursprünglich gallische Oppidum Alesia war die Hauptstadt der Mandubier, eines mit den mächtigen Haeduern in Verbindung stehenden gallischen Volksstamms. Es lag in Zentralfrankreich auf dem Gipfel des Mont Auxois, auf einem sich in Ost-West-Richtung erstreckenden, etwa zwei Kilometer langen und maximal 700 Meter breiten Plateau in gut 400 Metern Höhe ü. NN. auf dem Gelände der heutigen französischen Gemeinde Alise-Sainte-Reine im Zentrum des Département Côte-d’Or in der Région Burgund, siehe auch weiter unten eine Grafik, die Cäsars Feldzüge in Gallien beschreibt. Alise ist der älteste Ort, der mit dem keltischen Oppidum Alesia identifiziert wird, wobei diese Identifizierung bereits in karolingischer Zeit erfolgte und in der Moderne durch archäologische Funde bestätigt wurde.
Erste Ausgrabungen unter Napoleon III. (1808–1873) identifizierten deutliche Spuren römischer Belagerungswerke, die im Zug der Schlacht um Alesia 52 v. Chr. durch Gaius Iulius Caesar an diesem Ort errichtet wurden. Napoleon ließ an der westlichen Ecke des Plateaus eine große Statue errichten, die den gallischen Feldherrn Vercingetorix darstellen soll. Die Bronzefigur schuf der Bildhauer Aimé Millet, der Sockel stammt vom Historiker Eugène Viollet-le-Duc.

## Gallische Ursprünge
Die Alesia umgebenden steil aufragenden Kalksteinfelsen boten der Siedlung eine natürliche Verteidigungsanlage, wie es auch bei den meisten Hügeln der sie umgebenden Hochebene der Fall war. Der Ort war damit besonders für die menschliche Besiedlung geeignet. Das gallische Oppidum war mit ca. 97 Hektar Ausdehnung eines der größten Galliens und mindestens seit 80 v. Chr., gegen Ende der Latènezeit, dauerhaft bewohnt. Die wehrhaften Steilfelsen vor allem im Westen und ihre durch Erosion entstandenen Breschen wurden durch hochgeführte Steinmauern ergänzt und verstärkt. Im Osten und Südwesten des Plateaus errichtete man befestigte Eingangsportale, wie sie von den Wehranlagen des Murus Gallicus bekannt sind, etwa von Bibracte.
Gallische Lebensräume (Siedlungen) wie diese wurden aus leichten Materialien gebaut, aus tragenden Säulen und Holzrahmen, Lehmwänden aus Flechtwerk mit Strohlehm, Strohdächern und Lehmböden. Ihre archäologischen Nachweise sind oft selten und dürftig, weil diese Materialien durch Verwitterung nur wenige Spuren hinterlassen. Sie sind aber für Alesia belegt.

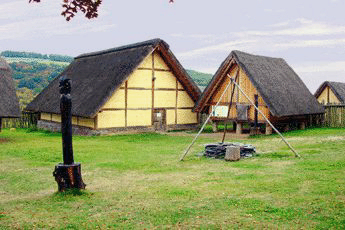
Keltische Siedlungsform

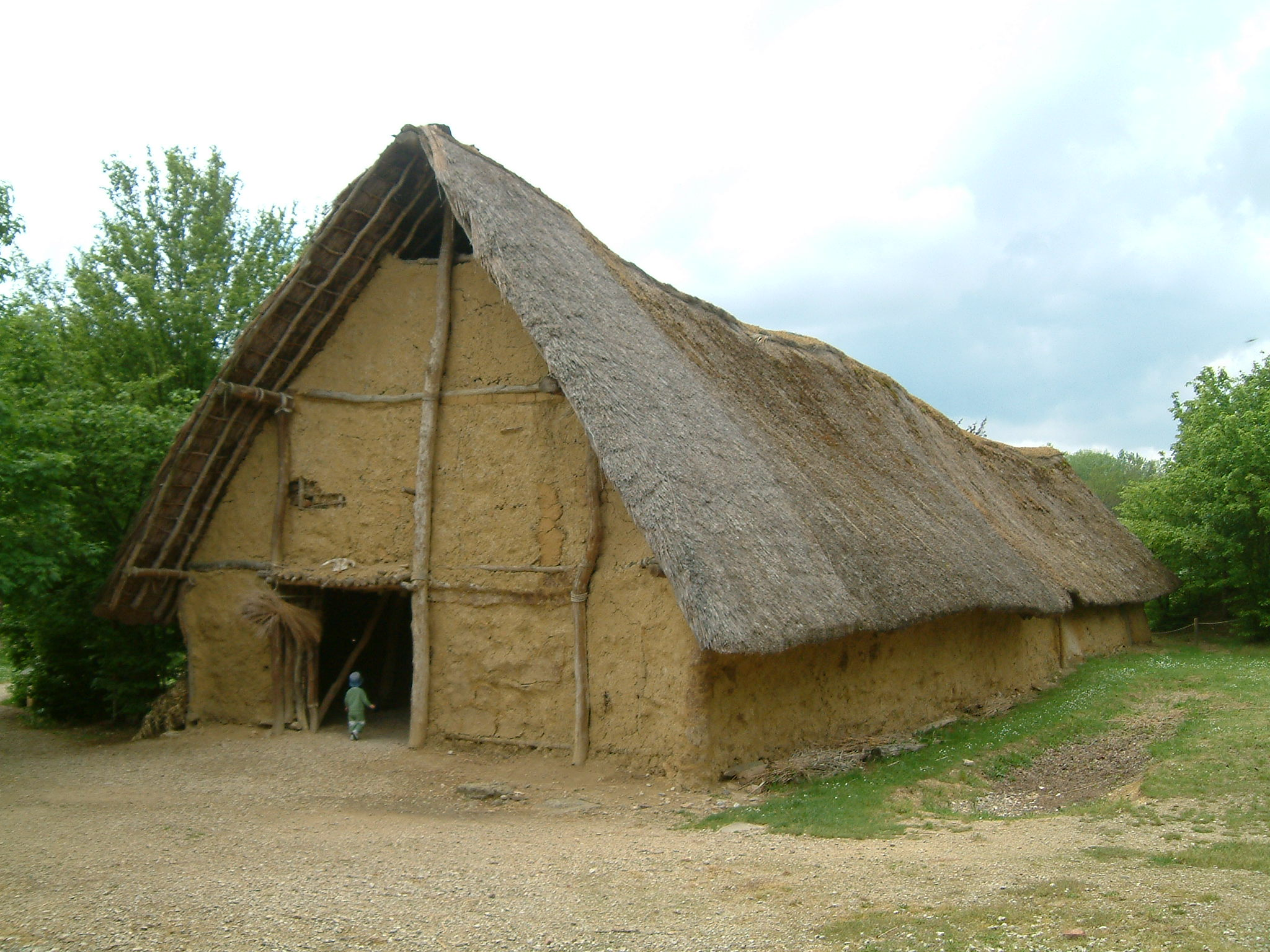
Keltische Bauweise

Das gesamte städtische Ensemble wurde von befestigten axialen Straßen strukturiert.
Sicher ist, dass sich gemeinschaftliche Wohnformen in der Mitte des Oppidums um einen Haupttempel gruppierten.
In nördlicher Richtung gab ein starkes Palisadengehege einen Hinweis auf einen wichtigen Raum, vermutlich ein weiteres Heiligtum. Ein solcher Raum wurde immer in der gallischen Epoche zu Ehren eines heimischen Gottes eingerichtet. Hier war es Ucuetis, ein Handwerkergott, nachgewiesen durch eine gefundene gallische Weiheinschrift. Die vermutlich Bronze und Eisen verarbeitende Metallurgie war hier offensichtlich ein geschätztes Kunsthandwerk und schien einen entscheidenden Platz in der Wirtschaft des Oppidums gehabt zu haben.
Ein weiteres gallisches Heiligtum gab es offensichtlich am östlichen Ende des Plateaus, aber außerhalb des Verteidigungssystems. Es lag an einer Quelle und war einem anderen gallischen Gott gewidmet, dem Gott Moritasgus. Moritasgus ist ein keltischer Name für einen heilenden Gott. Die Bezeichnung wurde in einem Gewölbe bei Alesia gefunden; in zwei Inschriften wird er identifiziert mit dem griechisch-römischen Gott Apollon. Seine Gemahlin war die Göttin Damona.
Die Widmung an die Götter deutet auf die Präsentation eines Schreins an der Heilquelle hin, wo kranke Pilger in heiligem Wasser baden konnten. Das Heiligtum soll nahe dem Ostportal Alesias vor den Toren der Stadtmauer gelegen sein, beeindruckend mit seinen Bädern und einem Tempel. Daneben gab es Säulenhallen, in denen die Kranken schliefen, vermutlich in der Hoffnung auf göttliche Visionen und Heilungen.
Zahlreiche Votivgaben brachten die Pilger dem Moritasgus dar. Es handelte sich dabei um kleine Modelle der erkrankten Körperteile wie Gliedmaßen, innere Organe, Genitalien, Brüste und Augen. Ebenso wurden Werkzeuge von Chirurgen gefunden, was darauf hindeutet, dass die Priester auch medizinische Eingriffe vornahmen.
Der Name Moritasgus stammt aus dem ersten Jahrhundert v. Chr., war im Gebrauch bei den Senonen und wird verschieden gedeutet. Wahrscheinlich bedeutet er „Super-Dachs“ oder „Seedachs“. Der europäische Dachs produziert ein Sekret, das in gallischen Medikamenten Verwendung fand, was zu einer heilenden Verbindung mit dem Gott führte.

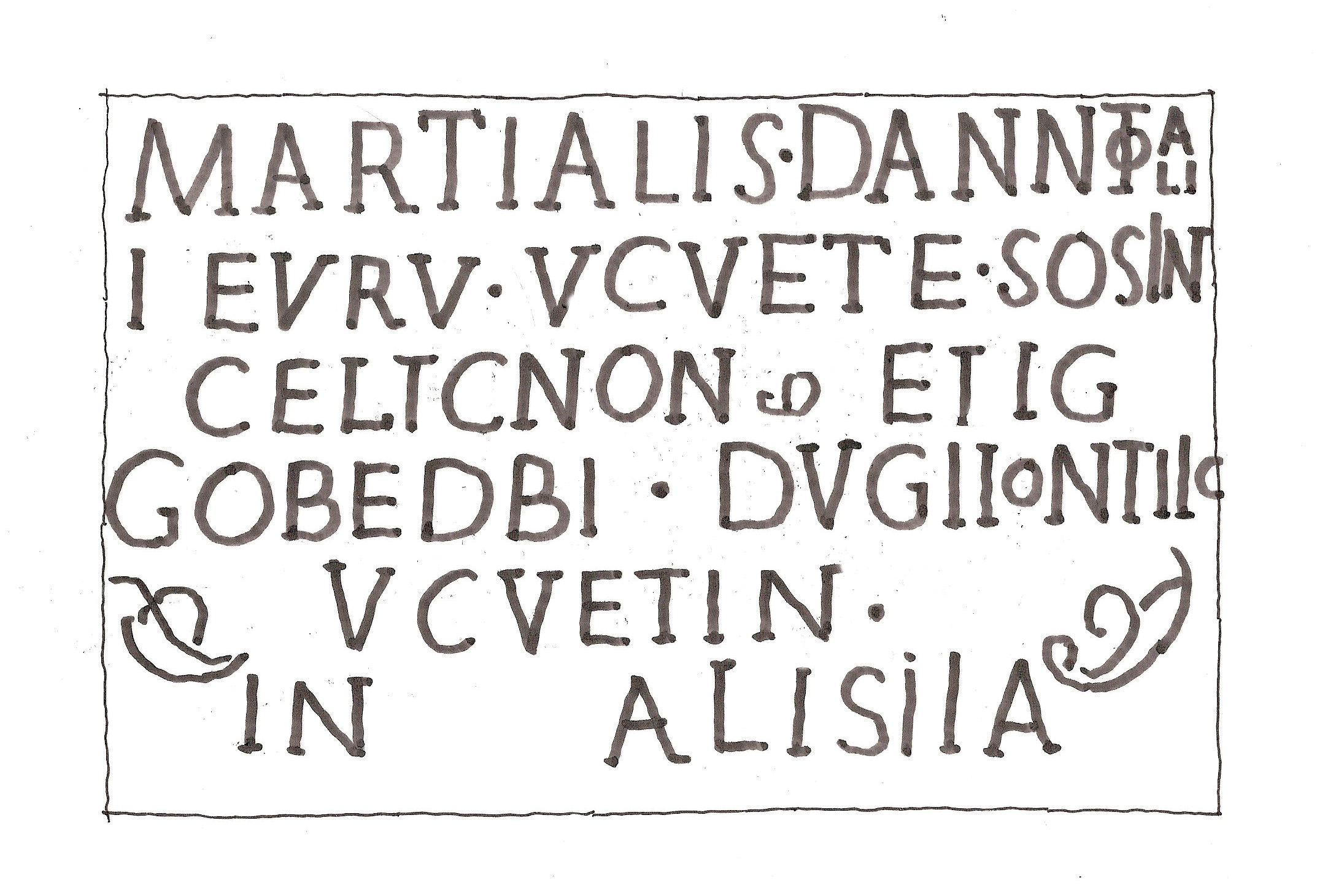
Gallorömische Weiheinschrift, kopiert (Handskizze)

Gallische Weiheinschrift, dem Handwerkergott Ucuetis aus dem 2. Jh. n. Chr. gewidmet, mit Nennung der Stadt ALISIIA (gallisch Alesia):
Sie lautet auf Deutsch:

„Martialis, der Sohn des Dannotalus, hat dem Ucuetis dieses Heiligtum zusammen mit den Metallhandwerkern, die diesen Gott in Alesia verehren, geweiht.“

Die spektakulärste Entdeckung der letzten Jahre (1994) betrifft den Murus Gallicus von Alesia bei der heutigen kleinen Siedlung En Curiot nahe dem heutigen Eingang zur Statue des Vercingetorix. Ausgrabungen deckten dort einen bedeutenden Teil des Walls, einen Tiefpunkt des Verteidigungswerks, auf. Diese mit dem Gelände verbundenen Konstruktionen lassen vermuten, dass das Westportal des Oppidums in diesem Sektor lag. Auf der Innenseite des Walls wurden die Überreste von fünf gallischen Häusern entdeckt, die in einem Bereich um einen kleinen, leeren Raum angeordnet waren. Sowohl die Bauten an sich als auch das reichliche homogene Geschirr, etwa kampanische und gallische Keramik, italienische Weinamphoren, aber auch Fibeln und Fragmente von eisernen Waffen (Pfeilspitzen, Scheiden von Schwertern und Schilde) werden datiert auf eine Zeit vor der Schlacht von 52 v. Chr. All das wurde in einem Bereich des Oppidums gefunden, der bei der Belagerung Alesias dicht besetzt war.
Über den Hügel von Alesia führte damals auch eine strategische Handelsstraße vom Ärmelkanal bis zum Mittelmeer.

## Die Eroberung Galliens

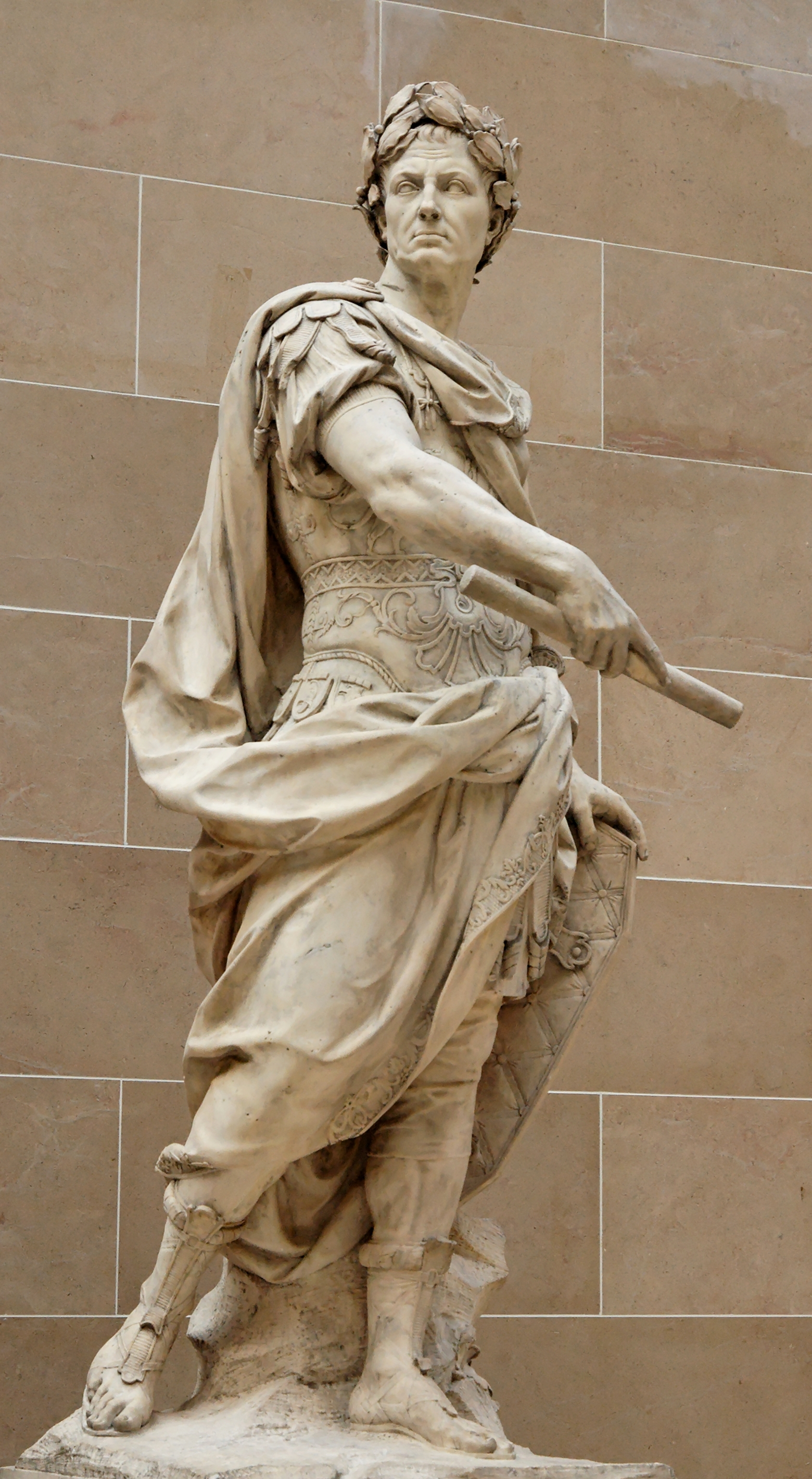
Gaius Julius Caesar, Standbild aus dem 17. Jhd.

Cäsars Feldzüge im gallischen Krieg

Der gallische Krieg (lateinisch bellum gallicum) fand zwischen den Jahren 58 und 53 v. Chr. statt. Römische Legionen unterschiedlicher Anzahl unter der Führung des Feldherrn Gaius Iulius Caesar (* 100 v. Chr.; † 44 v. Chr.) zogen in den Sommermonaten gegen zahlreiche gallische Stämme, deren Kämpfer sich überwiegend in Gruppen zusammengefunden hatten, aber auch einzeln kämpften, wobei sie meist unterschiedlichen Anführern unterstellt waren. Die römischen Militärerfolge stellten sich sehr rasch ein, und die Römer drangen in den Folgejahren bis nach Britannien vor. Allein die Schlacht um das gallische Oppidum Gergovia zu Beginn des Jahres 52 v. Chr. endete mit einem strategischen Rückzug Caesars. Dem gallischen Anführer Vercingetorix (* ca. 82 v. Chr.; † 46 v. Chr. in Rom) war kurz vorher von den meisten gallischen Stämmen im Oppidum Bibracte der Oberbefehl für den Kampf gegen Caesar übertragen worden.
Die Schlacht am Armançon war ein Reitergefecht zwischen Caesars germanischer Kavallerie und der des Vercingetorix im Spätsommer 52 v. Chr. am Fluss Armançon. Vercingetorix entzog sich der überlegenen römischen Kavallerie, indem er sich mit seinen Truppen im 14 Kilometer entfernten und gut befestigten gallischen Alesia verschanzte. Er ließ am östlichen Fuß des Plateaus außerhalb der Befestigungen des gallischen Oppidums ein gallisches Lager aufschlagen, das sich zwischen den beiden Flüssen ausdehnte.
Caesar verfolgte die fliehenden Gallier und schloss sie mit umfangreichen Belagerungswerken um Alesia ein. Vercingetorix befehligte etwa 20.000 und Caesar etwa 70.000 Soldaten. Vercingetorix gelang es vor dem Einschluss jedoch noch, seine Reiterei fortzuschicken, da sie während einer Belagerung die Vorräte unnötig strapaziert hätte. Die Reiter erhielten zudem den Auftrag, die gallischen Stämme zur Aufstellung eines Entsatzheers aufzurufen.
Cäsars Befestigungsanlage vor Alesia – Cueni:
Schnell wurde Caesar selbst zum Belagerten, da nunmehr auch er von dem anrückenden gallischen Entsatzheer umringt wurde. Mit umfangreichen Schanzarbeiten stellte Caesar innerhalb von nur sechs Wochen einen 16 km langen inneren Belagerungsring (Circumvallation) und einen zweiten, 21 km langen, nach außen gerichteten Verteidigungsring (Contravallation) auf, um sich dieser Feinde zu erwehren. Diese Schanzanlagen enthielten Türme, Fallen, Gräben, Wälle, Fußangeln und Hindernisse gegen Reitereiangriffe.
Bereits nach etwa dreißig Tagen gingen in Alesia die Nahrungsmittel zur Neige. Vercingetorix schickte alle Kampfunfähigen wie Alte, Frauen und Kinder aus der Stadt, da sie nicht mehr ernährt werden konnten. In der Schrift De Bello Gallico berichtet Caesar unverblümt von seiner Entscheidung, die Zivilisten nicht durch seine Linien abziehen zu lassen, so dass diese vor den Augen aller langsam und qualvoll starben.
Die Ankunft des gallischen Entsatzheeres bei Alesia und der anschließende Angriff war für Vercingetorix das Signal für einen Ausbruchsversuch. Durch entschlossene Vorstöße und kluge Organisation der Truppen gelang es Caesar und seinem Stellvertreter Titus Labienus, in jener „Zweifrontenschlacht“ sowohl die Ausbruchsversuche aus Alesia abzuschlagen als auch das äußere gallische Heer fernzuhalten. Nachdem Caesars germanische Reiter das Entsatzheer zerstreut hatten, sammelte es sich wieder und griff an einer Schwachstelle des äußeren Schanzwerks an. Die gallischen Heerscharen durchbrachen die Befestigung und griffen die römischen Truppen von vorne und hinten an. Caesar motivierte durch sein Auftreten auf dem Schlachtfeld die römischen Legionen, nahm vier Kohorten und führte sie in den Kampf. Gleichzeitig befahl er einigen Kohorten, das Schlachtfeld weiträumig zu umgehen.
Als die römischen Truppen den gallischen Heerscharen in den Rücken fielen, flohen die Gallier, wurden aber noch eine Weile von den Römern verfolgt. Vercingetorix zog sich, als er Nachricht davon erhielt, nach Alesia zurück. Wenig später ergab er sich, in der Hoffnung, dass Caesar ihn und sein Volk nicht in die Sklaverei verkaufen werde.
Sechs Jahre später, als Caesar wieder nach Rom kam, um seine Siege in Gallien, Ägypten, Kleinasien und Afrika in einem Triumphzug zu feiern, wurde Vercingetorix, der bisher im Kerker gesessen hatte, in Ketten durch Rom mitgezogen und anschließend auf Befehl Caesars im Tullianum erdrosselt.

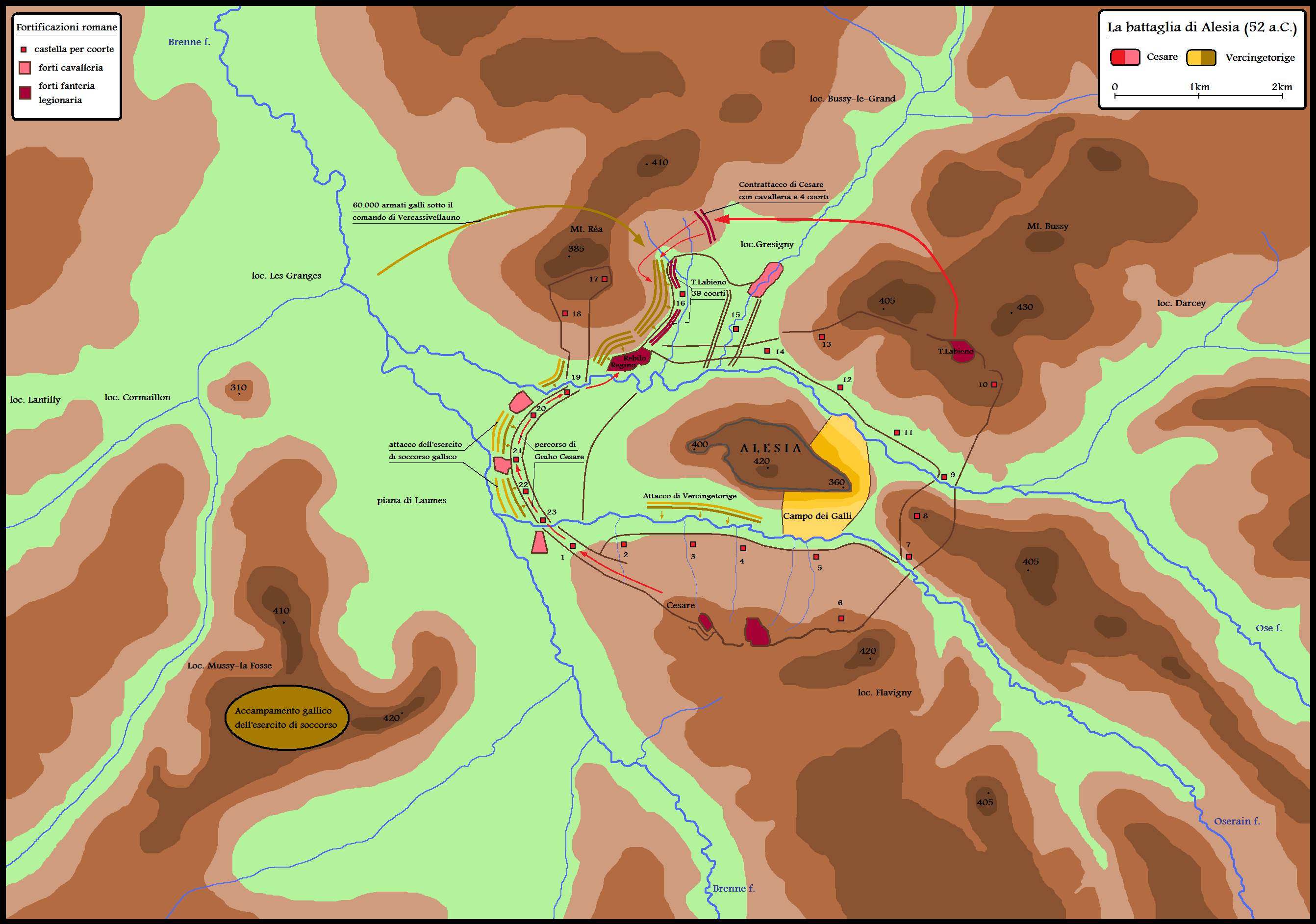
Alesia, Belagerung
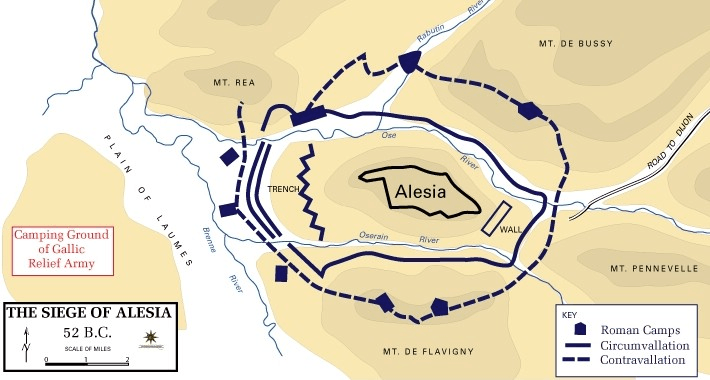
Belagerung und Schlacht von Alesia, Lageplan
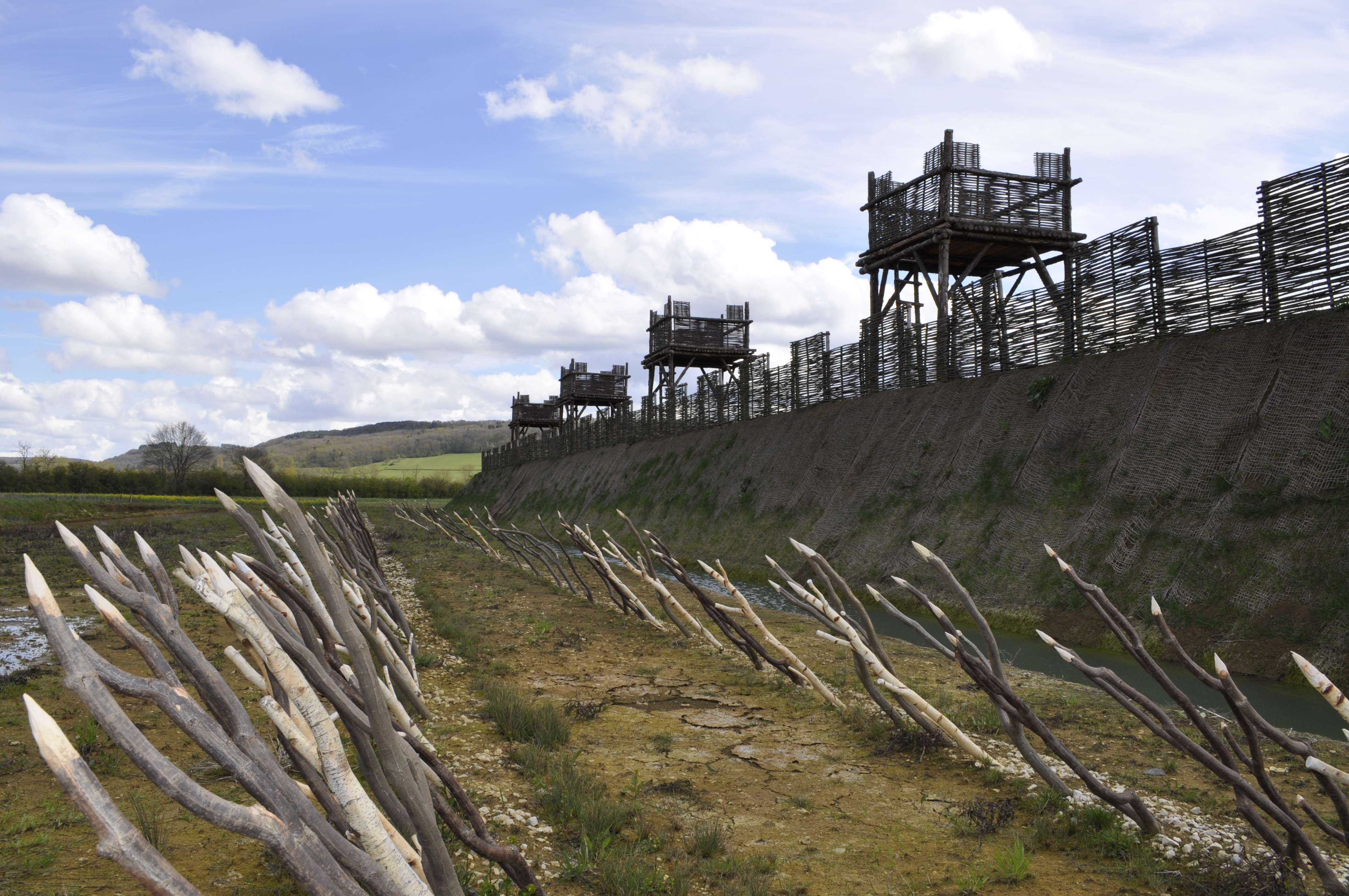
Belagerungsanlagen Cäsars, Rekonstruktion
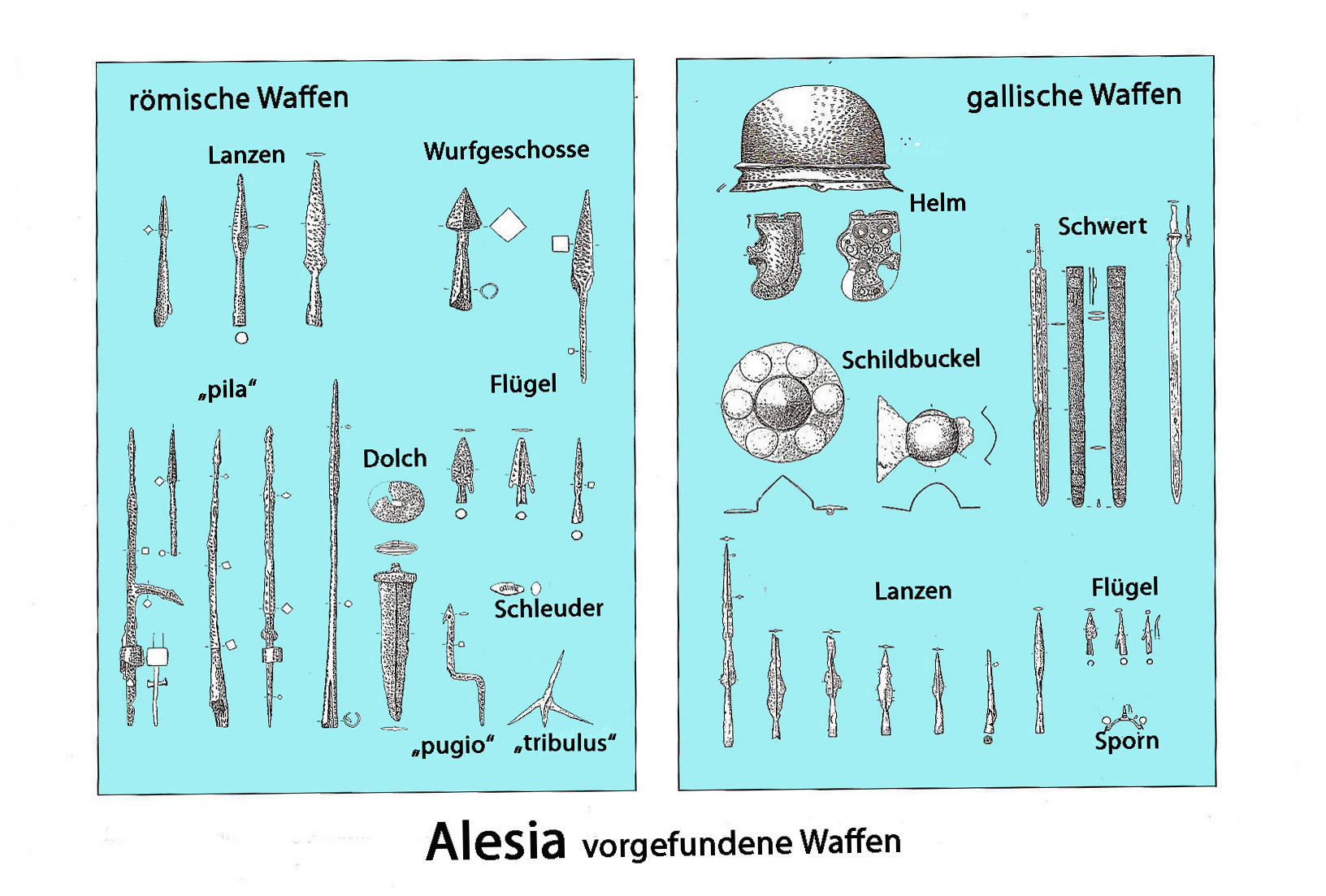
Römische und keltische Waffen (in Alesia vorgefunden)

## Gallo-römische Epoche Alesias

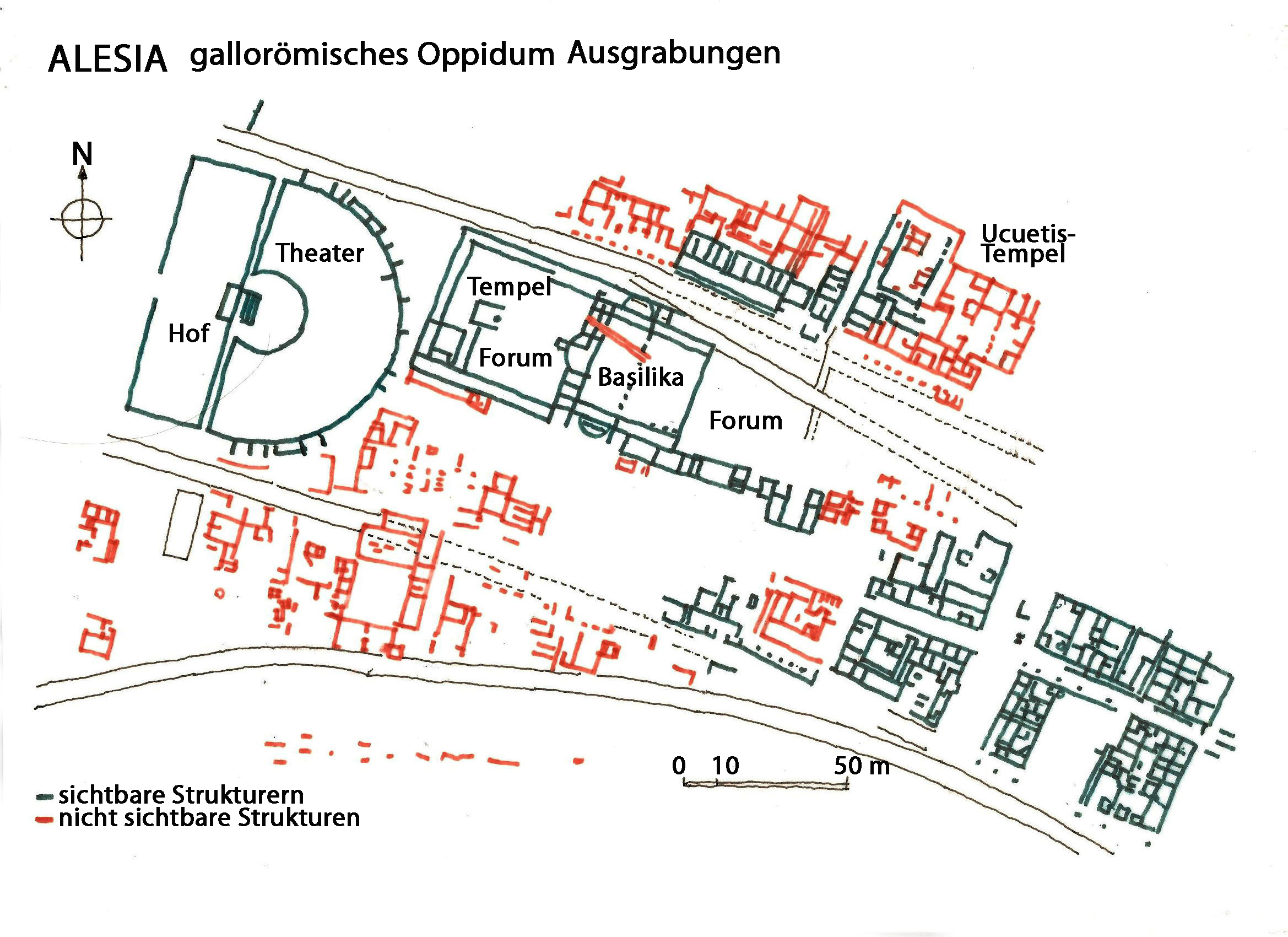
ALESIA gallorömisches Oppidum, Ausgrabungen, Handskizze

In der Schlacht um Alesia gewannen die Römer im gallischen Krieg die Oberherrschaft über ganz Gallien und damit begann dort die gallo-römische Epoche, die etwa 500 Jahre – d. h. bis gegen 450 n. Chr. andauerte, auch für Alesia.
In dieser Zeit entstanden die Bauwerke der gallo-römischen Nachfolgestadt auf dem Plateau des Mont Auxois, deren Überreste seit Napoleon III. (1808–1873), besonders aber gegen Ende des 20. Jh. durch archäologische Grabungen sichtbar gemacht wurden. So finden sich neben steinernen Wohngebäuden, die von befestigten Straßen mit überdachten Säulengängen (Portiken) begleitet werden, auch sakrale Bauwerke wie Tempel und Basilika, ferner Versammlungsstätten wie Forum und Theater und Werkstätten von Handwerkern, etwa der Metallverarbeitung (Bronzeguss, Schmiede). Alle Bauwerke bestanden überwiegend aus Natursteinkonstruktionen, ergänzt durch hölzerne Dach- und Deckenbalken und Dacheindeckungen aus Ziegeln in römischen Formaten (Mönch und Nonne), oder auch aus glatten Schindeln aus Naturstein.
Es wird nicht ausgeschlossen, dass einige Bauwerke der Nachfolgestadt teilweise auf den Grundmauern oder Kellern der gallischen Siedlung errichtet wurden (siehe Ausgrabungsplan).

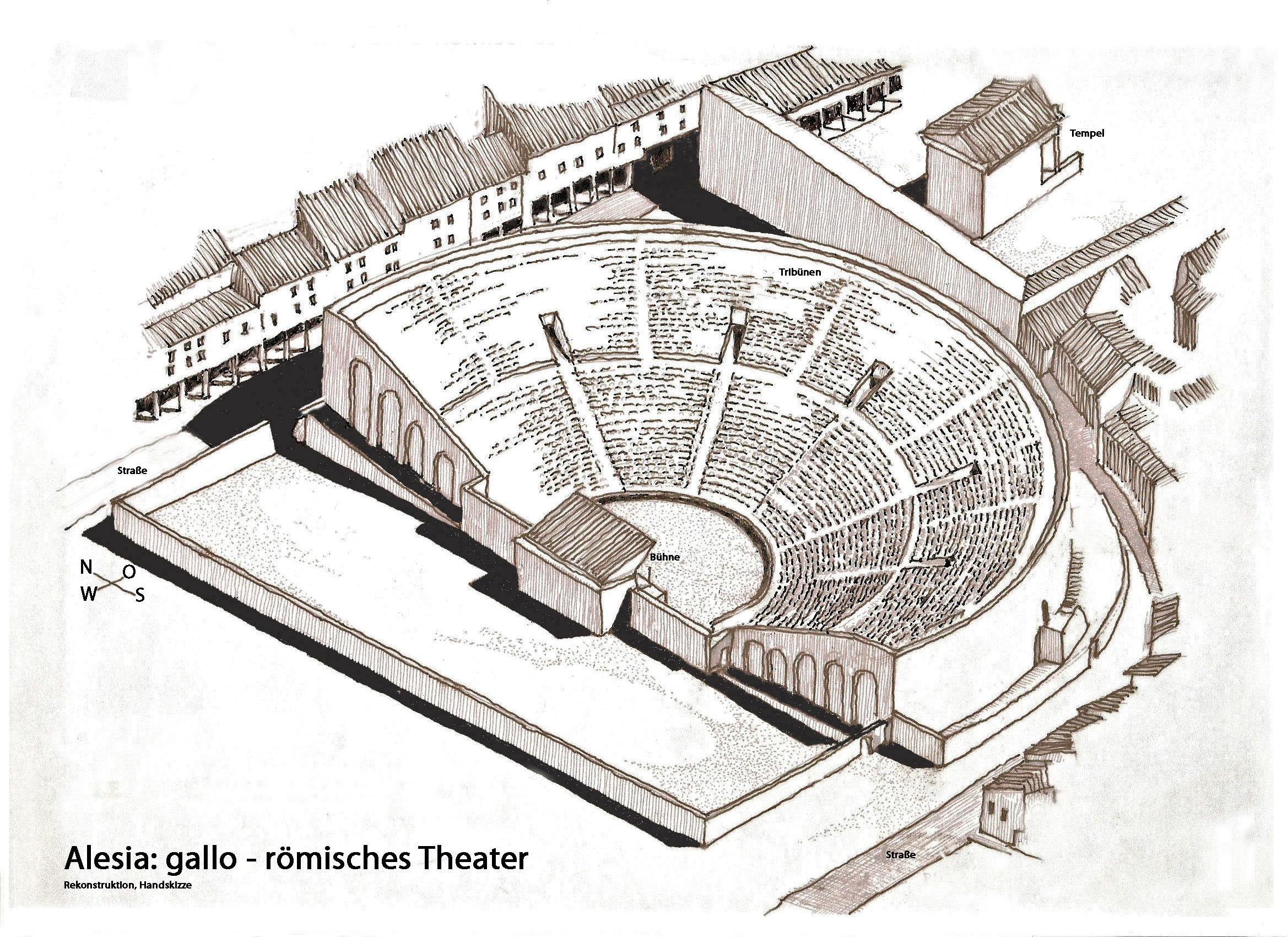
Alesia, gallorömisches Theater, Rekonstruktion

Unter Tiberius (* 42 v. Chr.; † 37 n. Chr.) errichtete man etwa ein Dreivierteljahrhundert nach der Schlacht um Alesia einen neuen murus gallicus, vor allem auf der Ostseite des Plateaus. In der Nähe von Croix-Saint-Charles wurde 1997 ein Stück dieses Walls wiederentdeckt.
Das Christentum hatte in Gallien bereits im 2. Jahrhundert Fuß gefasst und erlebte nach 312 eine rasche Verbreitung. In diesen Zeitraum ist vermutlich die Errichtung der Basilika zu datieren. Es gab allerdings schon Basiliken in der römischen Epoche.

### Gallo-römisches Theater
Abmessungen:
- Gesamtbreite in Nord-Süd-Richtung: 81,60 m
- Tiefe in Ost-West-Richtung (ohne Hof): 24,50 m

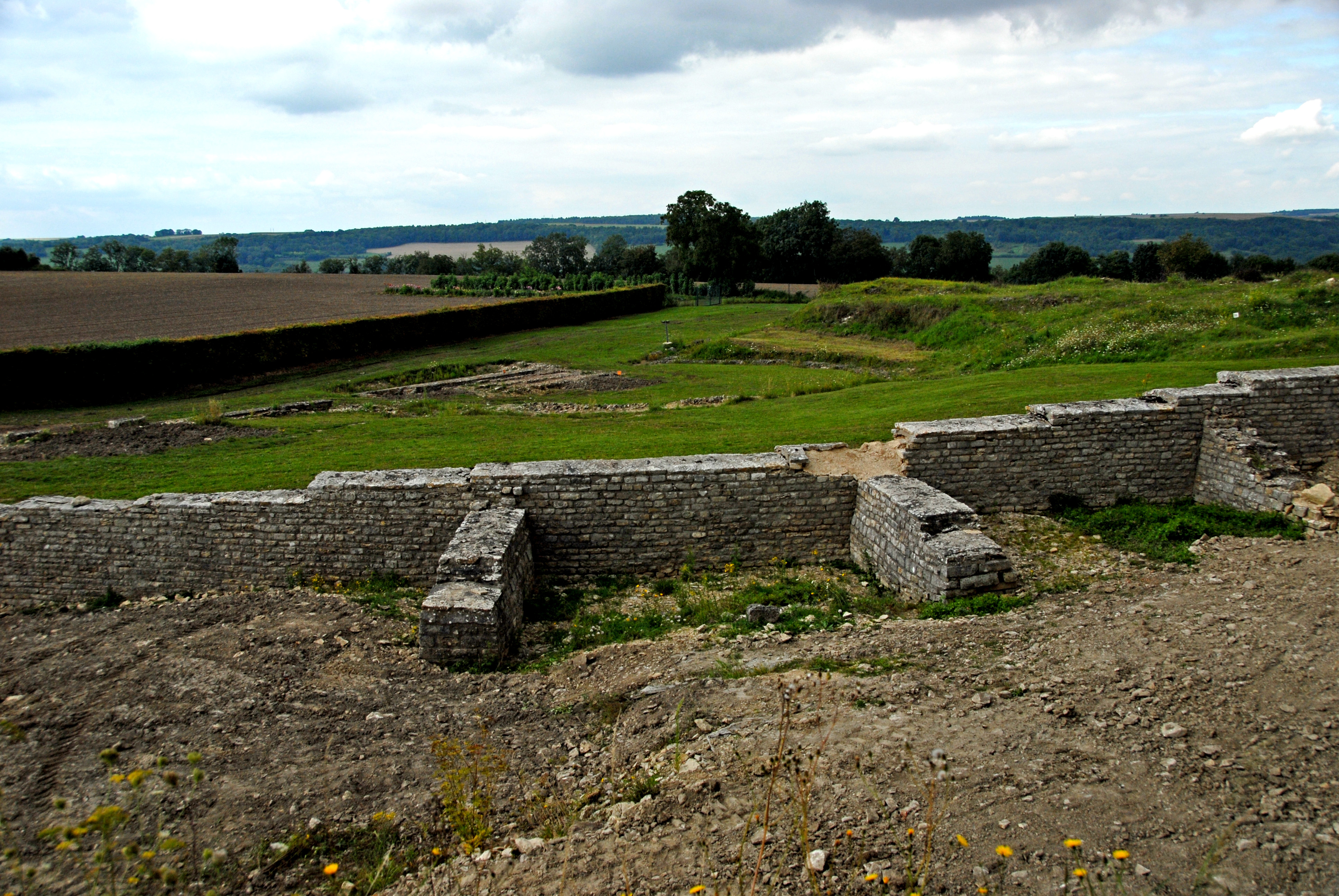
Ausgrabungen, Umfassung des Theaters mit Strebewänden
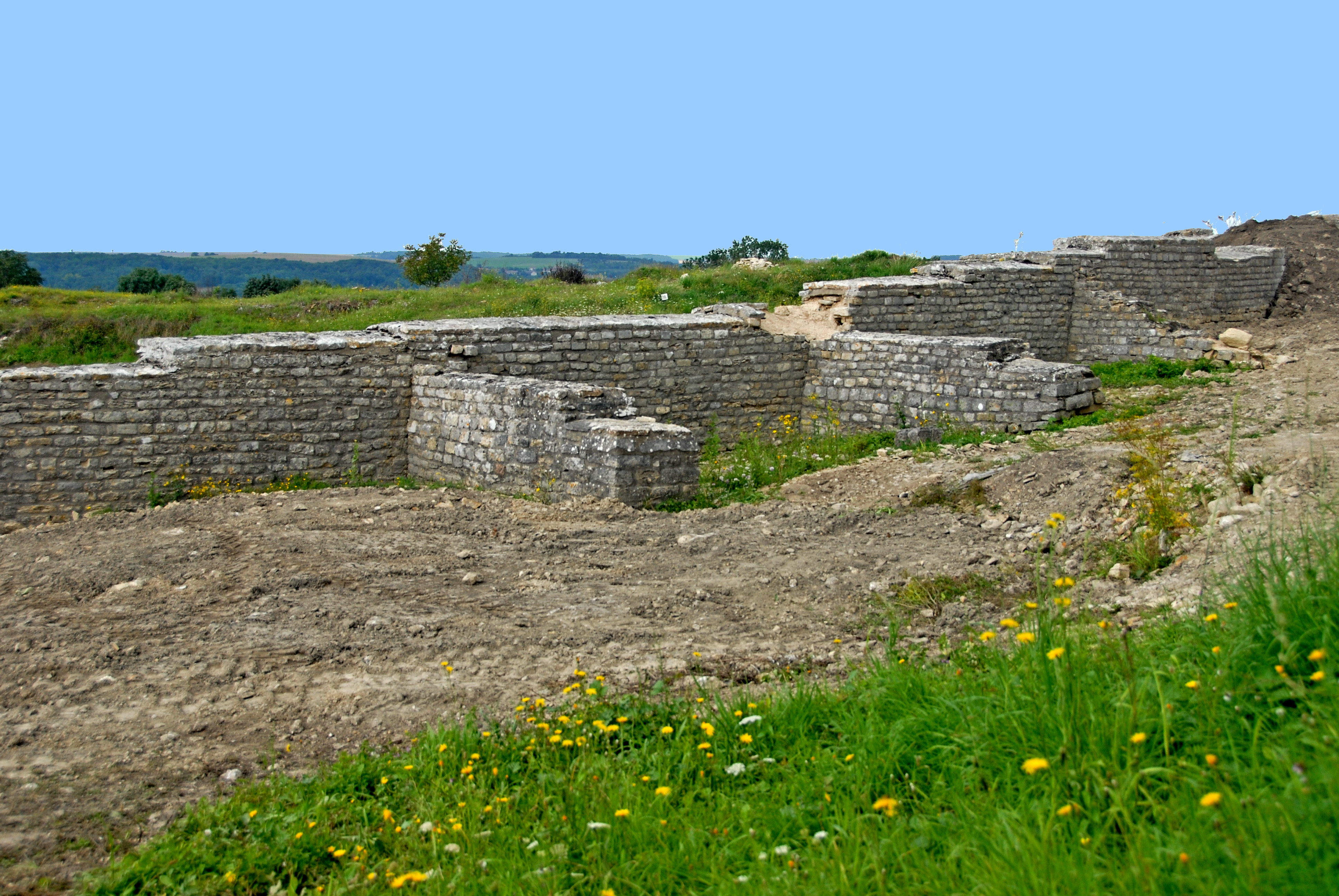
Ausgrabungen, Umfassung des Theaters
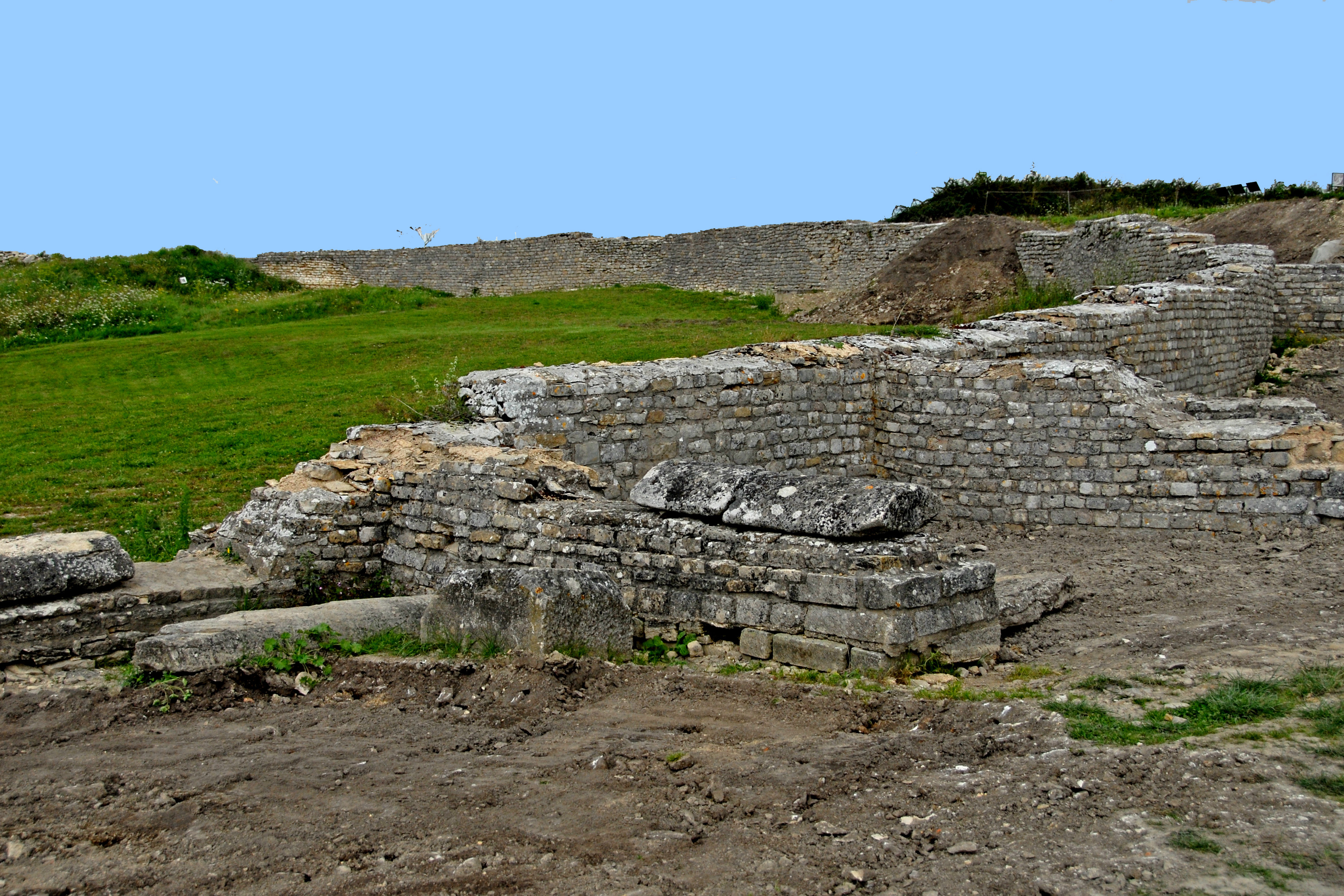
Ausgrabungen, Umfassungswand des Theaters mit Strebewänden
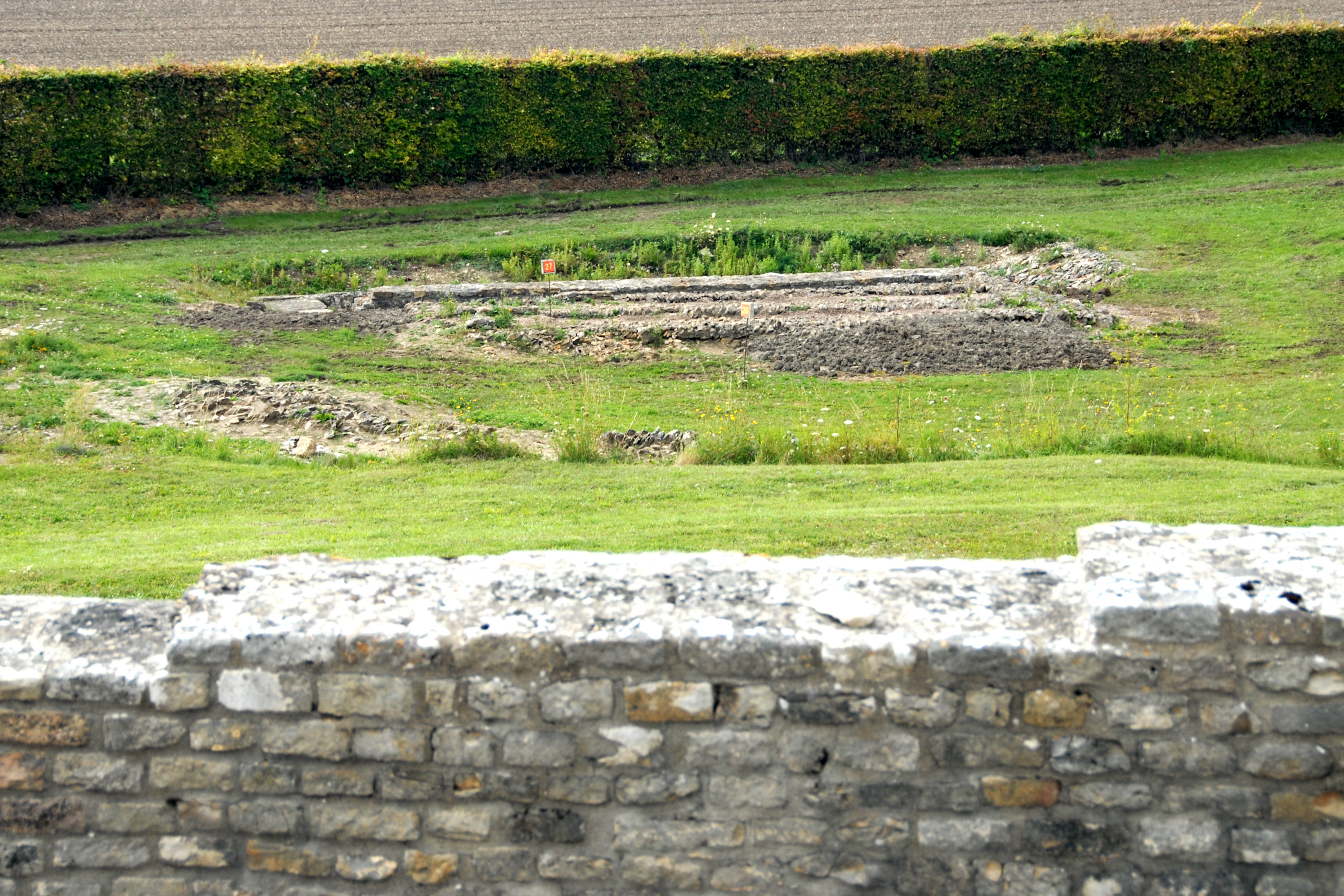
Ausgrabungen, Theater, Umfassung und Bühne

Das in das späte 1. Jh. n. Chr. datierte Theater befindet sich westlich der Mitte des Plateaus im Vicus Alesia der Mandubii in der Nähe des östlich von ihm gelegenen Forums. Es bot Plätze für 5000 Zuschauer. Seine Mittelachse ist von Westen nach Osten ausgerichtet. Die cavea (römische Form der Zuschauerränge im Halbkreis) überschreitet den üblichen Halbkreis und wird gänzlich von einer die Ränge überragenden Umfassungsmauer eingeschlossen. Fünf Eingänge führten durch sie zu den Zuschauerrängen. Die Sitzplätze waren vermutlich aus Holz. An den analemmata – Mauern (sie begrenzen die Ränge untereinander) führten aditus maximi (besondere Zugänge neben der Bühne zu den unteren Sitzreihen) in die Orchestra. Das mit 9,00 × 5,50 m in für gallo-römische Theater in typischer Weise sehr kleine proscenium, auch pulpitum genannt (Bühnenpodest), ragte deutlich in die Orchestra hinein. Dahinter ragten die scaenae frons (Bühnenhintergrundwände) auf. Westlich des Theaters breitete sich eine ebene Zone aus, die von einer niedrigeren Umfassungsmauer umschlossen wurde. In einer anderen Rekonstruktionszeichnung von Nordwesten sind an diesen Umfassungsmauern nach innen offene Säulengalerien angefügt. Die Aufgabe dieser Galerien ist nicht bekannt. Möglicherweise sorgten sie für eine zügigere Entleerung der Zuschauerränge zur Vermeidung von Paniken. Vielleicht waren sie auch ein Aufenthaltsort der Zuschauer in Aufführungspausen.

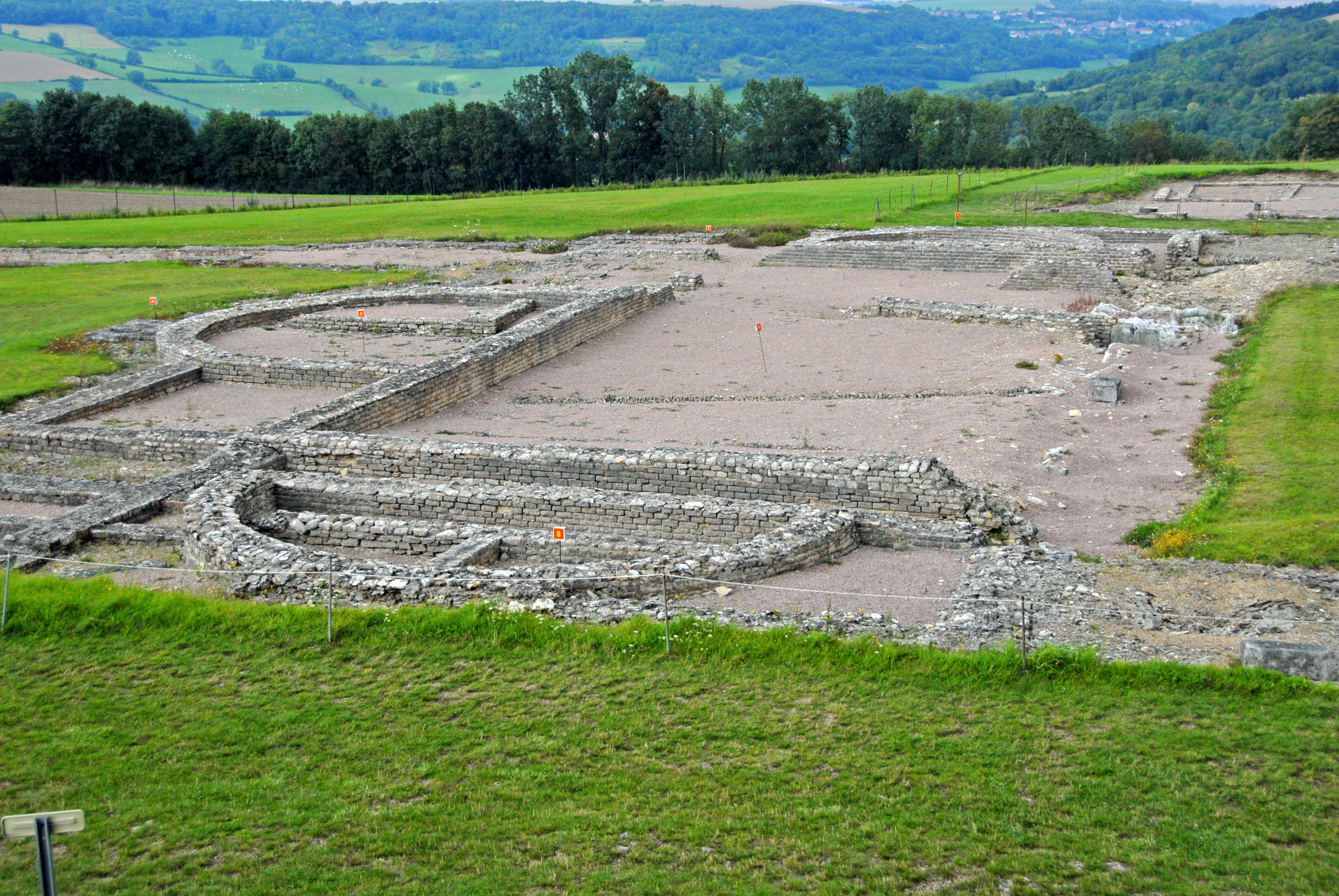
Alesia-Ausgrabungen, Sanktuarium (Basilika) mit drei Apsiden, links und rechts davon das Forum

Vom Theaterbauwerk sind nur spärliche Überreste erhalten, etwa die Grundmauern der Umfassungswände, die das anschließende Geländeniveau teilweise nur geringfügig überragen. Die starke, halbkreisförmige Umfassungsmauer erreicht heute immerhin noch Höhen von bis zu 2,50 Meter. Auf der Außenseite dieser Mauer sind Reste von Strebewänden zu erkennen, die in verschiedenen Abständen strahlenförmig von ihrer Rundung auswärts hervortreten. Die halbkreisförmigen Fundamente der orchestra verdeutlichen ihren verhältnismäßig geringen Umfang. Auch die Fundamente der kleinen, rechteckigen Bühne sind in der Mitte der Westwand zu lokalisieren.

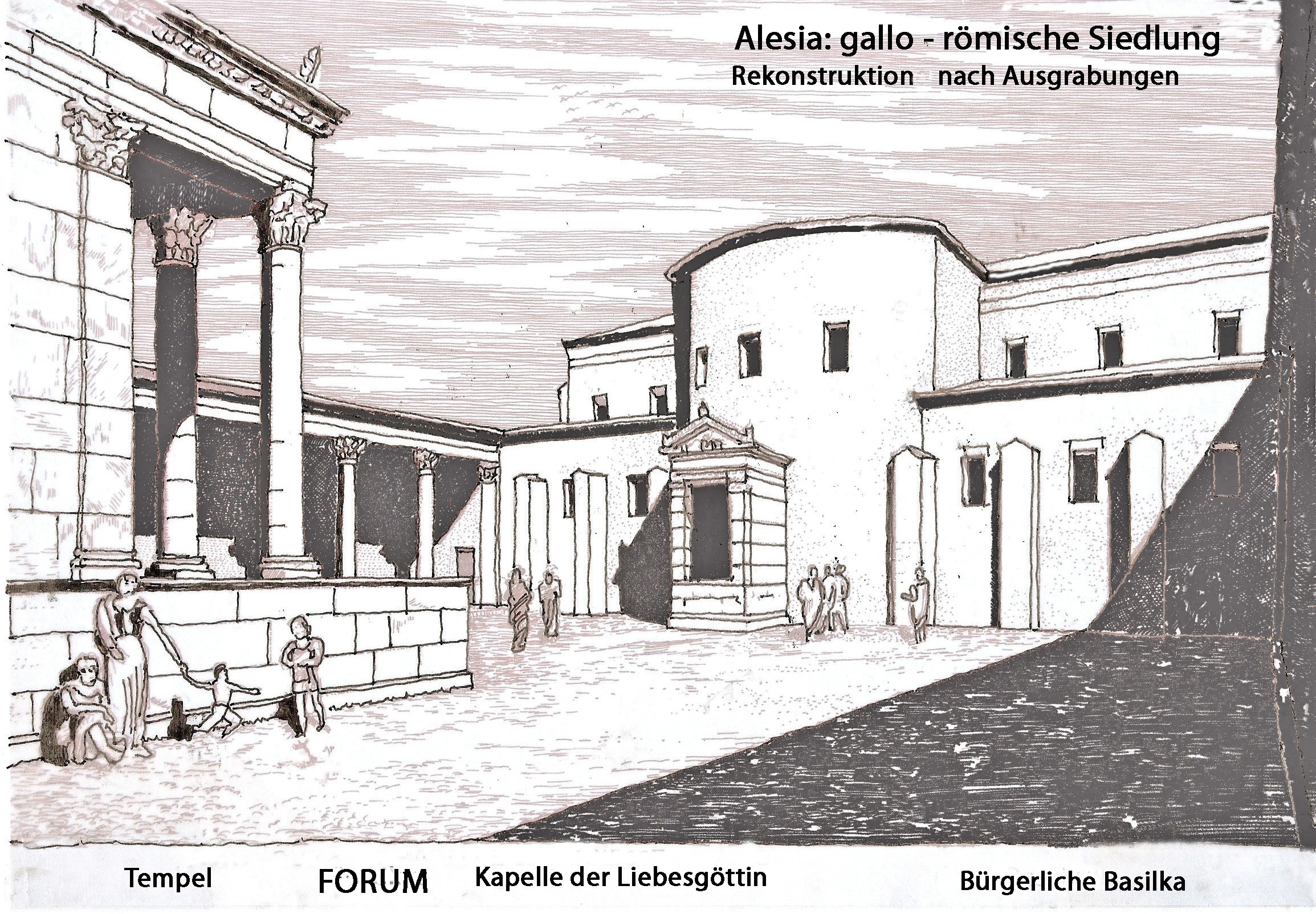
Alesia, Forum, gallo-römische Sanktuarien, Rekonstruktion, Handskizze

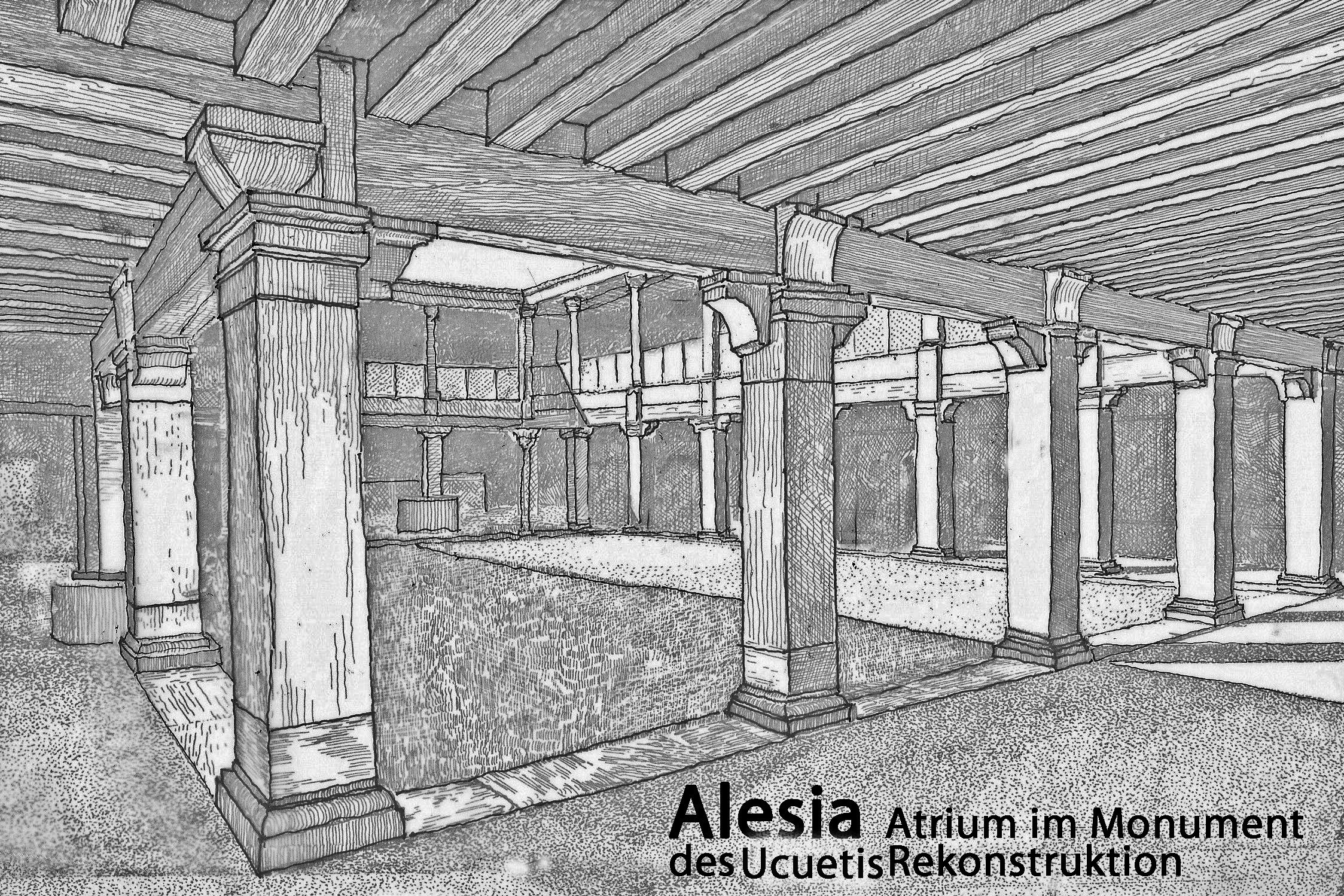
Alesia, Atrium im Monument des Ucuetis, Rekonstruktion, Handskizze

### Forum mit Sanktuarien
Etwa im Scheitel der halbkreisförmigen Umfassungswand des Theaters schloss die Südwestecke der das Form umschließenden Gebäude an. Der westliche Abschnitt des Forums bestand aus einem fast quadratischen Hof, der rundum von Gebäuden eingeschlossen war. Auf der Ostseite gab es ein großes sakrales Gebäude, die Basilika, die auf einem fast quadratischen Grundriss stand und drei halbrunde Apsiden hatte, von denen die mittlere als Curia bezeichnet wird. Die Süd-, West- und Nordseiten wurden von zum Hof hin offenen Säulengalerien begrenzt. Nahe der Westgalerie stand in der Mitte des Platzes ein kleiner römischer Umgangstempel. Östlich der Basilika schloss der weit ausgedehnte Ostabschnitt des Forums an, der auf der Westseite von der Basilika und auf der Südseite von diversen Gebäuden begrenzt war. Die Bebauung nördlich des Forums und der Basilika trat weiter zurück und machte Platz zur Durchführung zweier Straßen. Diese begrenzten im Norden ein langgestrecktes, zweigeschossiges Gebäudeviertel, das zur Straße hin acht in ganzer Länge überdeckte Portiken hatte. Der westliche Abschnitt dieses Viertels bestand aus Wohn- und Handwerkerhäusern. Im östlichen Abschnitt des Viertels befand sich das Monument oder der Tempel des Handwerkergottes Ucuetis. Die erhaltenen Überreste ragen noch deutlich über die Geländeoberflächen hinaus. Der straßenseitige Gebäudebereich ist von einer Krypta unterkellert. An ihn schloss sich rückseitig im Erdgeschoss ein weitläufiger Hof an, der von einem überdachten Säulengang allseitig umschlossen war.

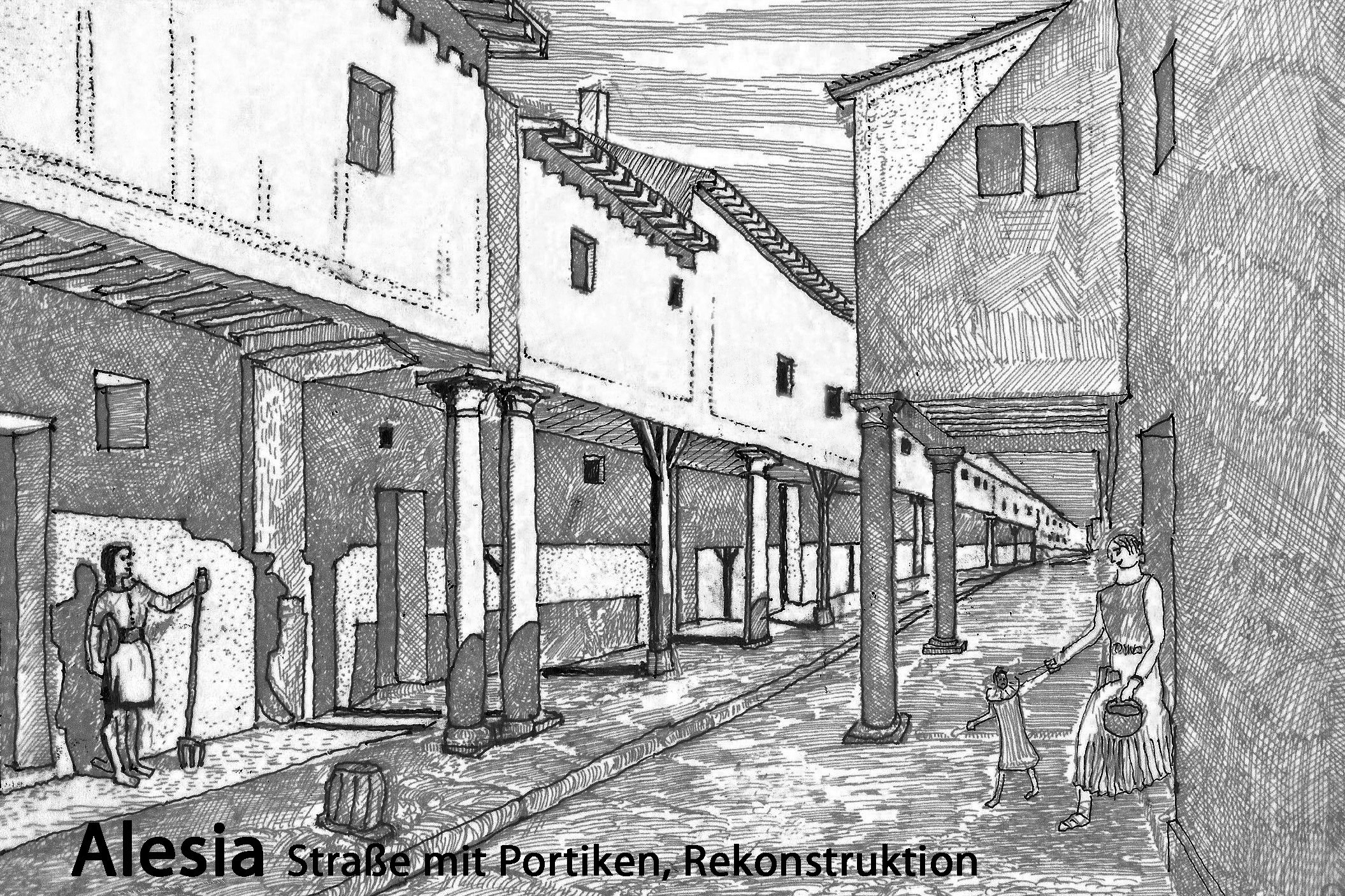
Alesia, Straße mit Portiken, Rekonstruktion, Handskizze

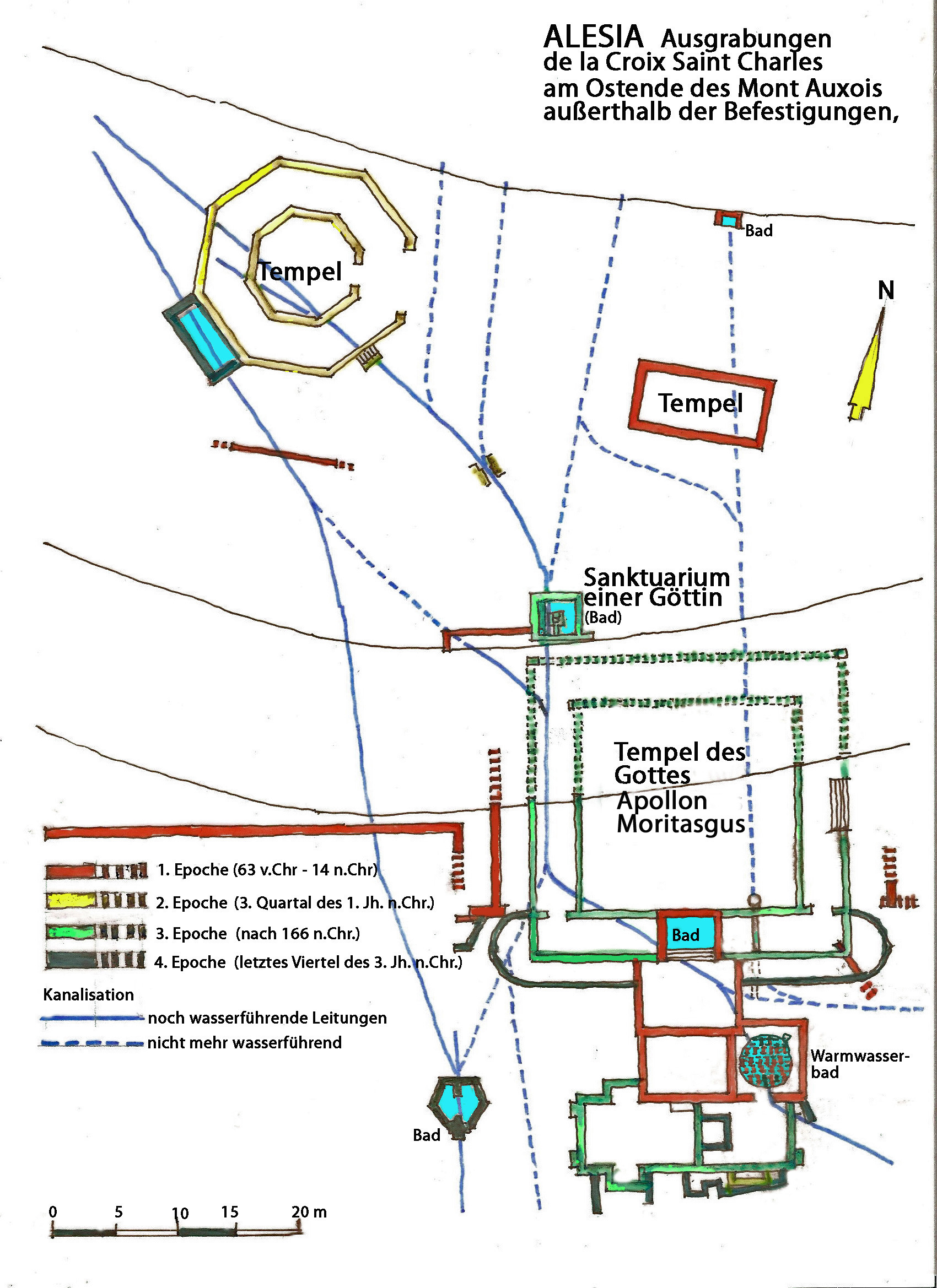
Alesia, Ausgrabungen de la Croix saint Charles, im Osten des Oppidums

### Weitere Sanktuarien
Am Ostende des Mont-Auxois, außerhalb der Befestigungsanlagen des Oppidums, wurde auf dem Gelände namens La Croix-Saint-Charles eine größere Anlage von Sanktuarien und Bädern ausgegraben. Der größte Tempel steht auf einem quadratischen Grundriss, vierseitig umgeben von einem Umgang (Außenabmessungen knapp 40 × 40 Meter). Er ist dem Gott Moritasgus gewidmet, der mit Apollon gleichzusetzen ist. In Nebengebäuden auf der Südseite gab es ein Kalt- und ein Warmbad. Im Außenbereich finden sich noch drei weitere Bäder, eines davon ist das Sanktuarium einer Göttin. Im Norden des großen Tempels ragten noch zwei weitere Tempel auf, einer auf einem achteckigen Grundriss mit umlaufendem Umgang, der andere ist relativ klein und weist einen rechteckigen Grundriss auf. Die Bauwerke waren mit einem Netz von Wasser- und Abwasserleitungen verbunden, von denen einige heute noch Wasser führen. Die Bauwerke werden in vier Zeitepochen unterteilt und datiert. Bei der ersten Epoche handelt es sich um die Zeit des Augustus (63 v. Chr.–14 n. Chr.) Dies betrifft im Wesentlichen den kleinen rechteckigen Tempel und die Baugruppe südlich des großen Tempels mit zwei Bädern. Die zweite Epoche ist das dritte Quartal des ersten Jahrhunderts n. Chr. Zu ihr gehören der große Tempel des Moritasgus mit diversen Anbauten und das Sanktuarium der Göttin. Aus der dritten Epoche nach 166 n. Chr. stammt der achteckige Tempel. Aus der vierten und letzten Epoche, dem letzten Quartal des dritten Jahrhunderts n. Chr., stammen lediglich diverse kleinere Erweiterungen und Anbauten (siehe Ausgrabungsplan).
Die Grundmauern dieser Sanktuarien kann man nicht besichtigen, da sie unterhalb des Rasens der Weideflächen liegen.

## Wohn- und Handwerkerviertel
Südöstlich des Forums finden sich Fundamente von Reihenwohnhäusern, häufig mit vorgelagerten Portiken oder auch Atrien. Hier gab es auch Werkstätten von Handwerkern, die überwiegend Metall wie Kupfer, Bronze und Eisen verarbeiteten. So finden sich Schmieden und Reste von Schmelzöfen in Untergeschossen.
Weiter entfernt im Osten gab es ein Viertel mit zahlreichen Wohnhäusern, deren Unterkellerungen meist so gut erhalten sind, dass oft noch die zu ihnen hinabführenden Steintreppen existieren. In einigen Kellerwänden sind rundbogige Wandnischen eingelassen, vielleicht zur Aufstellung von verehrungswürdigen Statuen. In einem Wohnhaus finden sich die Überreste einer Fußbodenheizung.

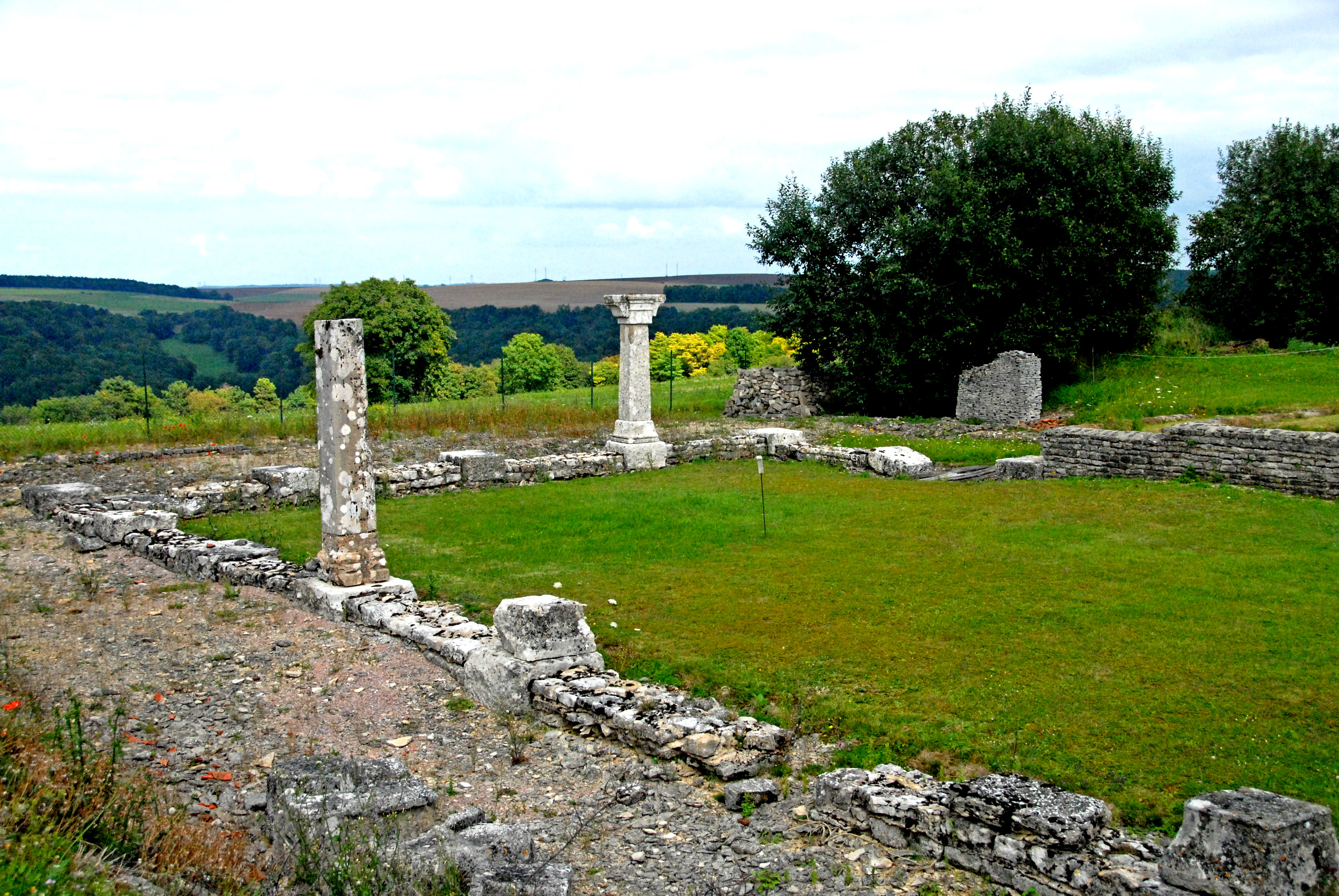
Atrium des Ucuetis-Tempels
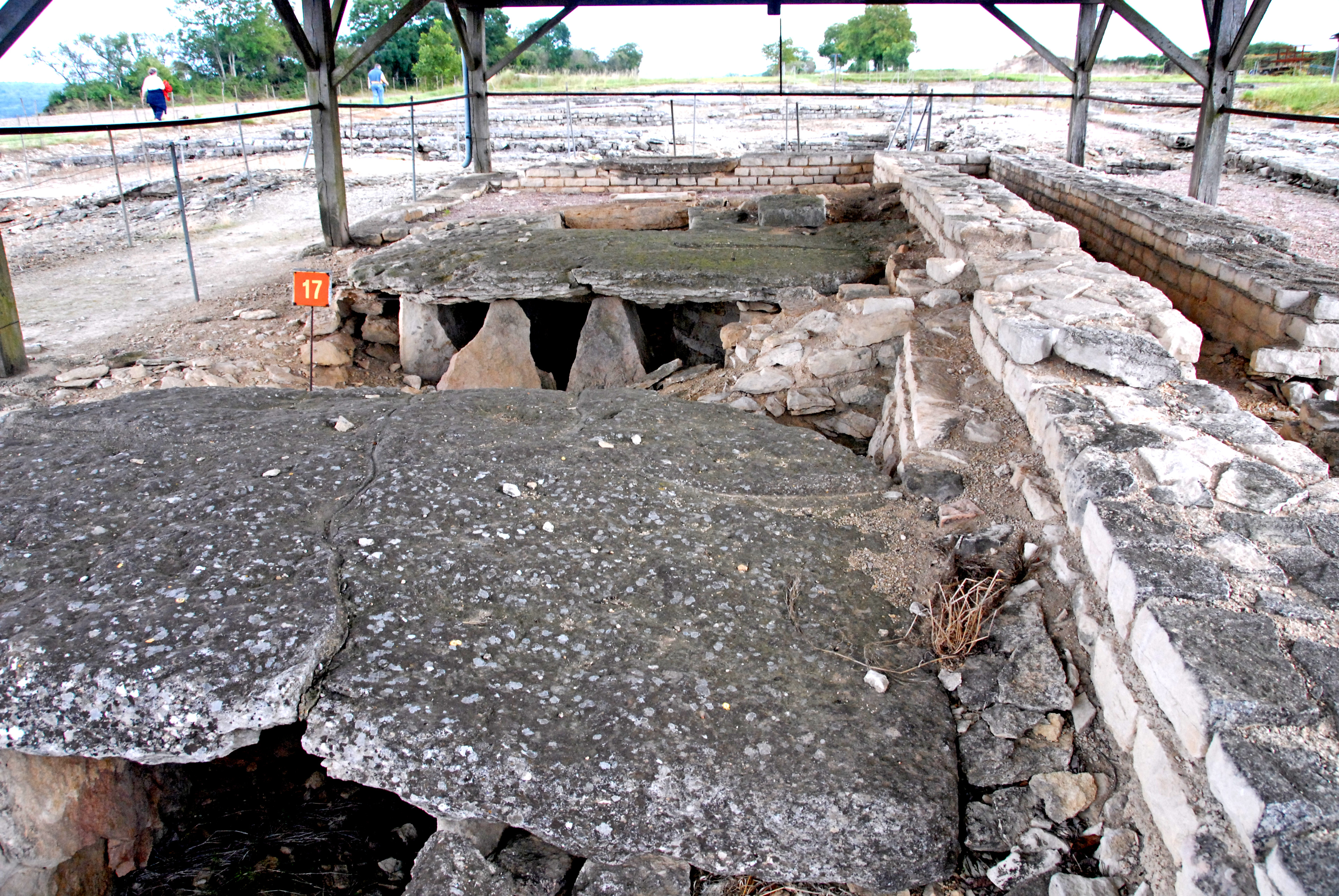
Öfen der Werkstätten (Schmiede) unterkellert
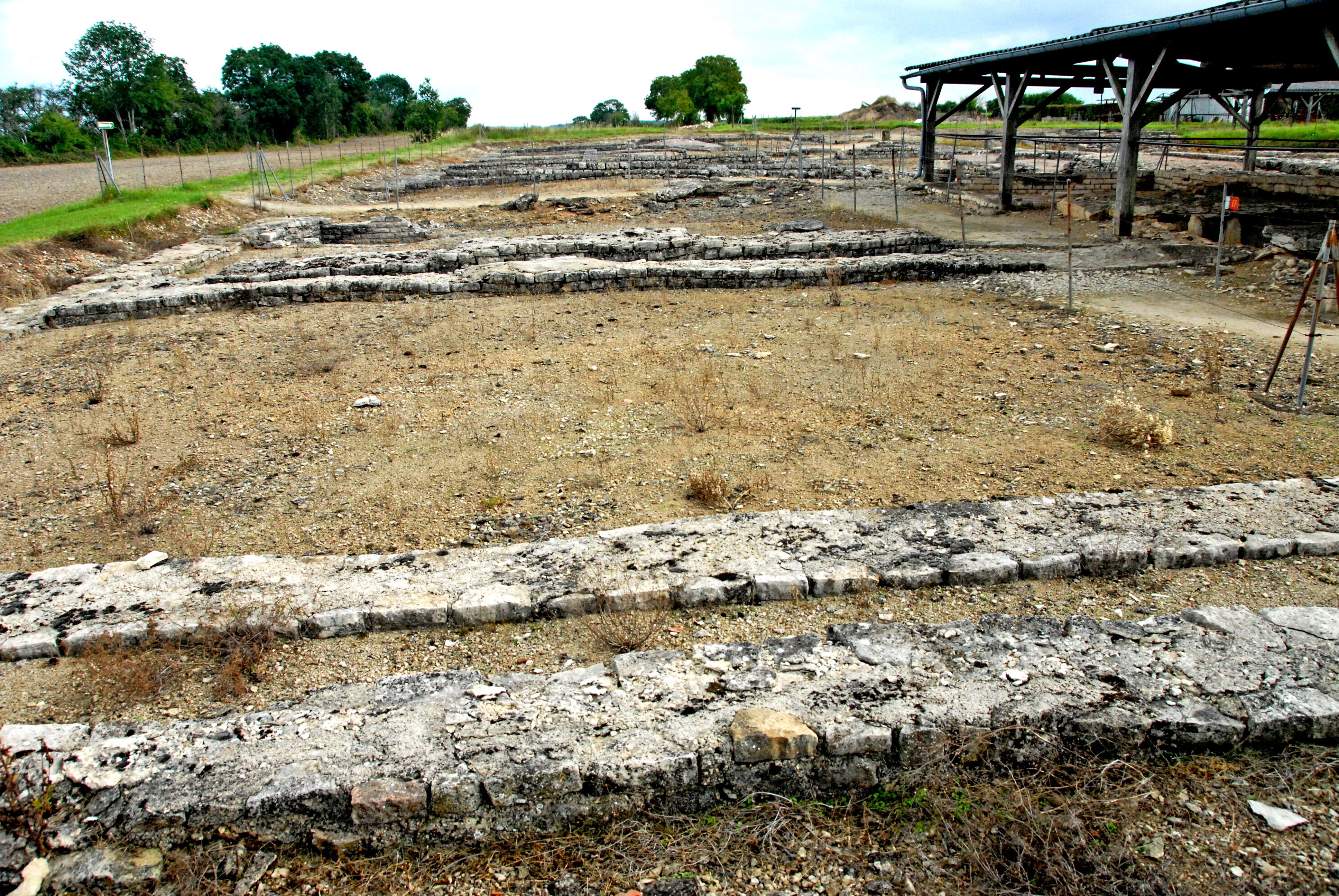
Fundamente neben Werkstätten
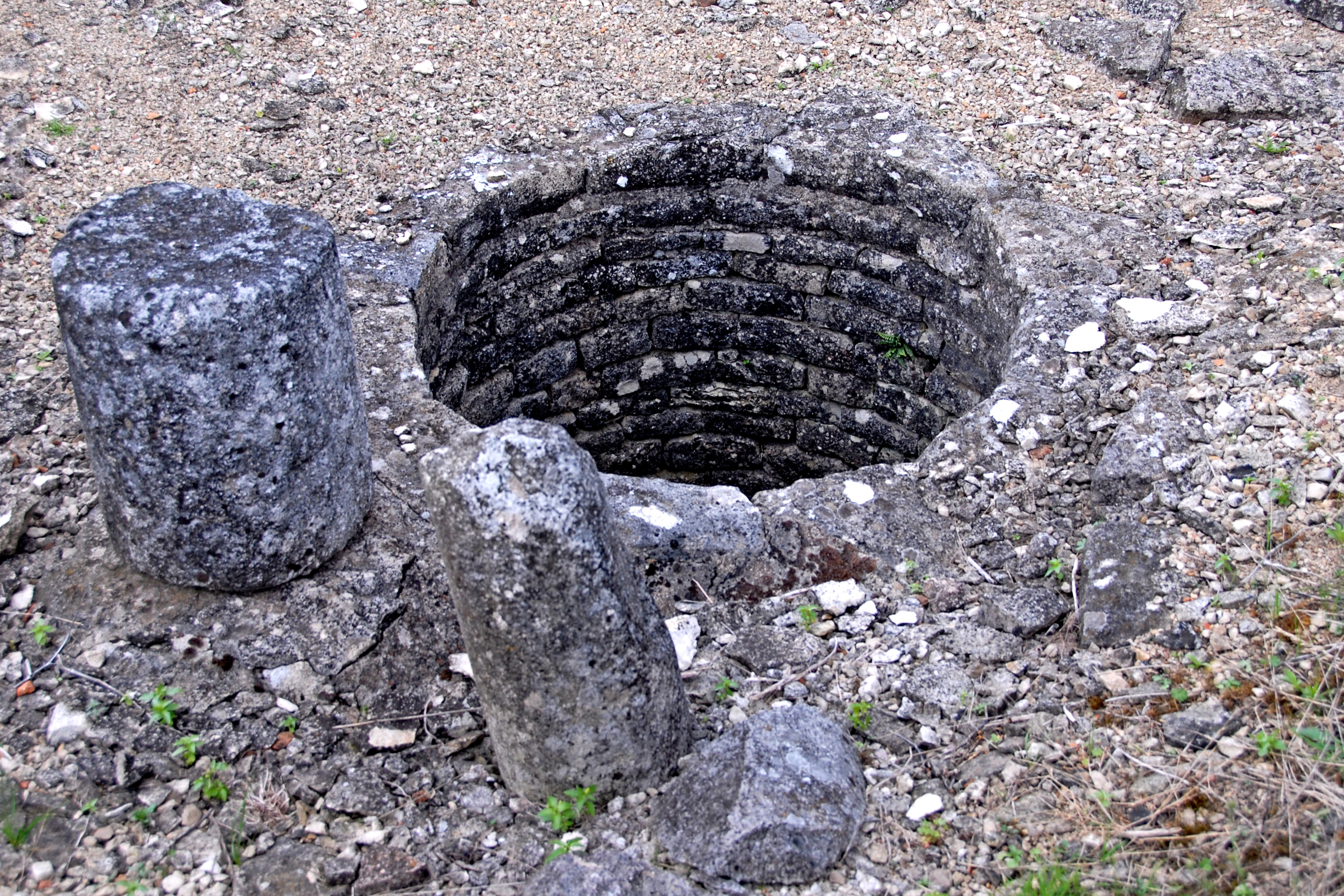
Brunnenschacht
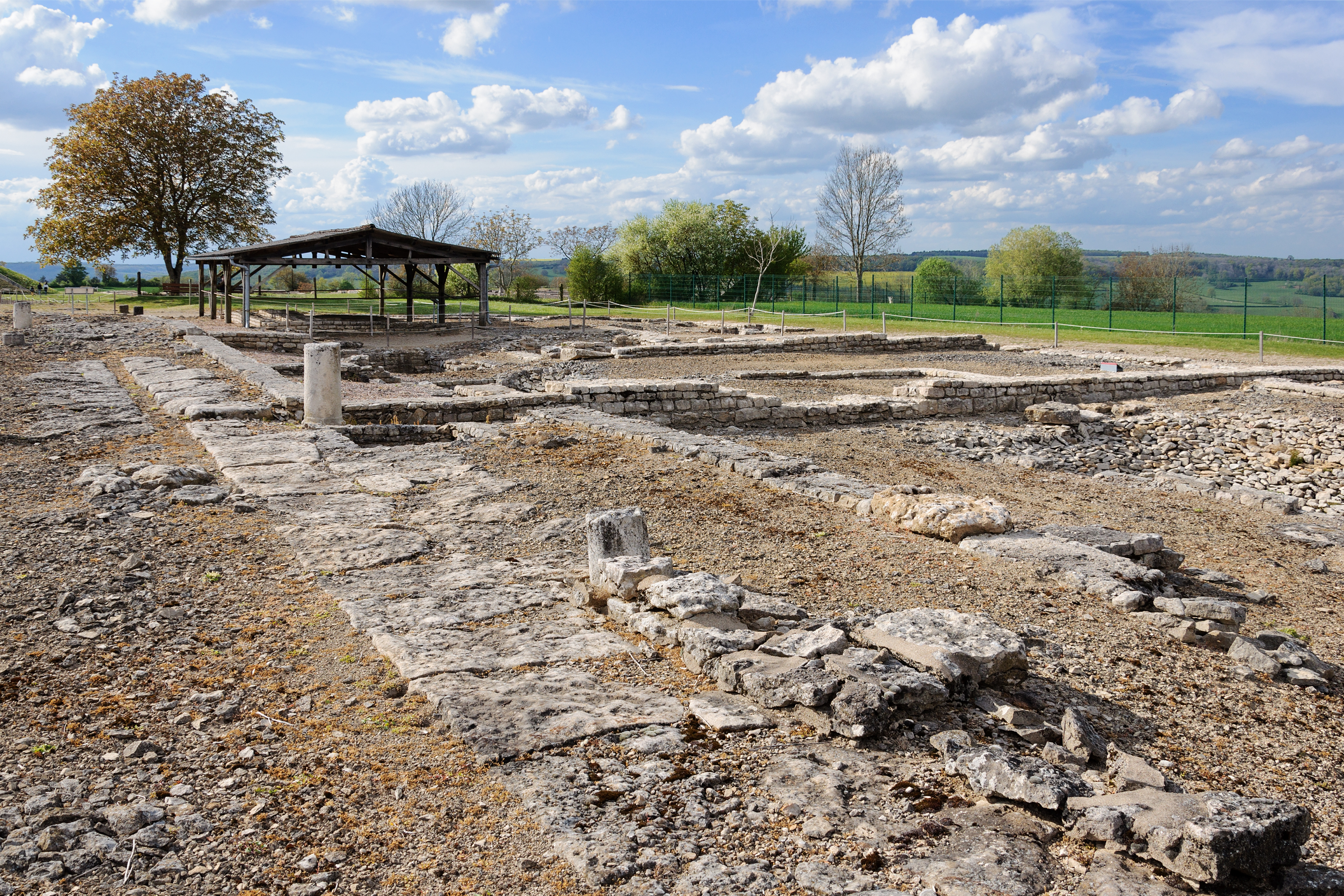
Reihenhausfundamente mit Portiken
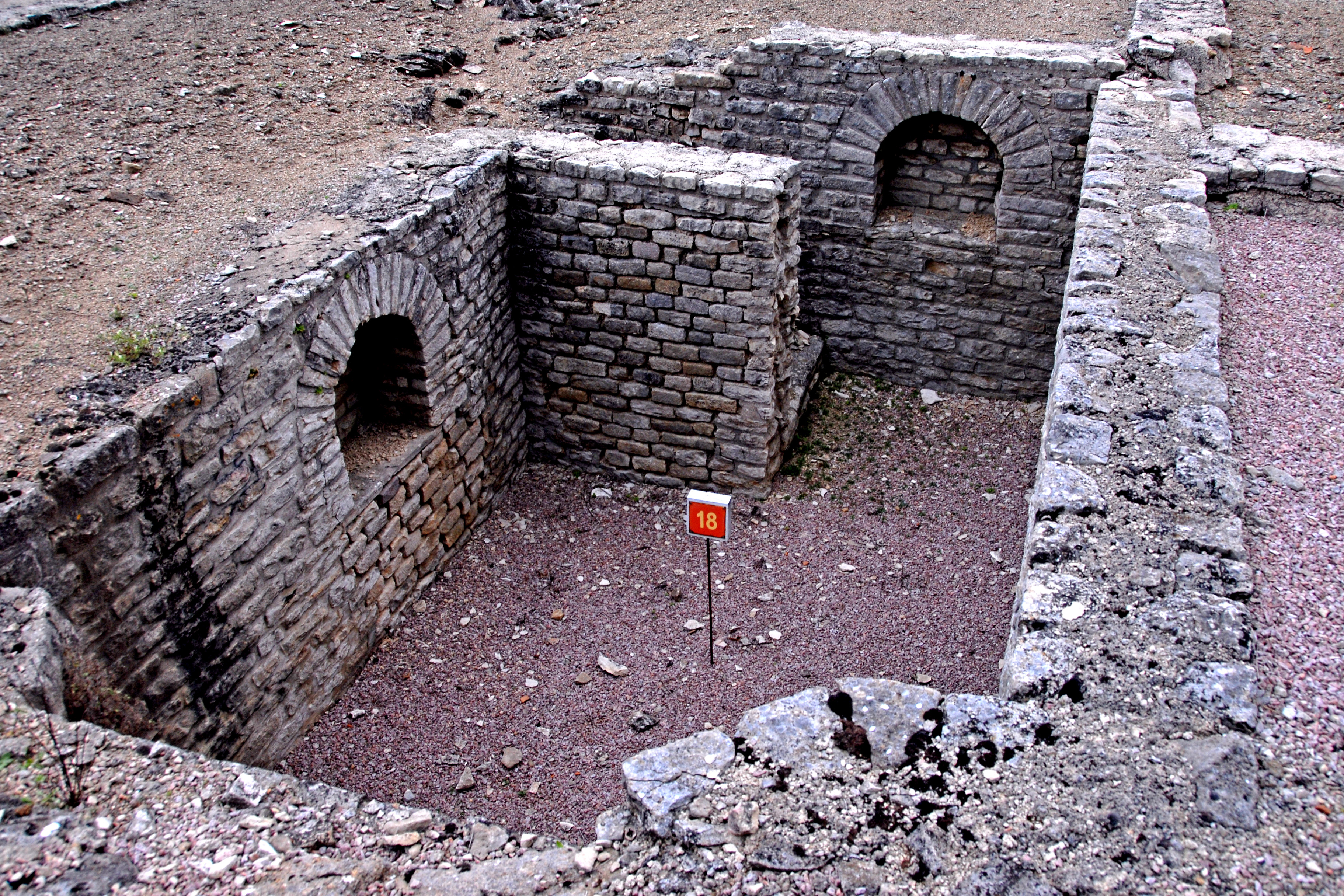
Wohnhauskeller mit rundbogigen Wandnischen

## Untergang Alesias

Vier Ansichten des Mont-Auxois aus der Zeit Napoleons III.

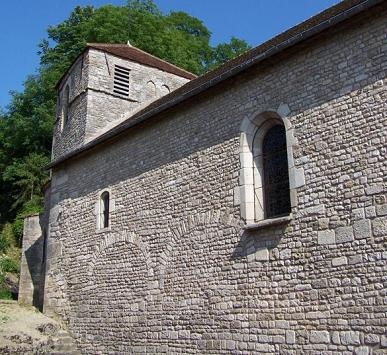
Alise Saint-Reine, St-Léger, Mauerwerk mit Bruchsteinen aus Alesia

Die gallorömische Siedlung Alesia mit ihren prachtvollen und wertvollen Bauwerken wurde wahrscheinlich bis zum Ende Galliens im 5. Jahrhundert bewohnt und genutzt. Auch massive Bauten verfallen, wenn sie nicht unterhalten werden. Ab dem 9. Jahrhundert verfiel das Oppidum Alesia. Der Mönch Erric, der das Leben des Hl. Germanus von Auxerre in Versen niederschrieb, berichtete damals über Alesia: „Nunc restant veteris tantum vestigia castri“ („Es bleiben nur Trümmer von diesem antiken Castrum“).
Vor allem wurden aus den Bauwerken Steinbrüche, deren Steinmaterial relativ leicht abzutragen war und ohne neue Formgebung in neuen Bauten vermauert werden konnte. Davon weitgehend verschont blieben für längere Zeit die metallurgischen Werkstätten und Schmieden, deren Leistungen weitreichend begehrt waren.
Am Fuße des Mont Auxois entwickelten sich allmählich neue landwirtschaftliche Siedlungen. Die größte dieser Siedlungen ist das heutige Alise-Sainte-Reine im Südwesten des Mont Auxois. Der Name Alise erinnert natürlich an Alesia. Der Name Sainte Reine (= heilige Regina) geht zurück auf eine junge Märtyrerin namens Reine (=Königin), die hier am Ende des 3. Jahrhunderts im Alter von 15 Jahren gefoltert und enthauptet wurde.
Alesias Kirche St.-Léger, eine kleine ehemals dreischiffige Basilika, entstand in der merowingischen und karolingischen Epoche (ab 7. Jh.). Ihre Seitenschiffe sind verloren gegangen. Ihre Arkaden wurden zugemauert. Der bis dahin turmlose Bau erhielt im 12. Jh. seinen heutigen Turm. Das Mauerwerk der Kirche besteht aus hervorragend zugerichteten rechtwinkligen Werksteinen, was in dieser Zeit auf dem Lande unüblich war. Sie stammen zweifellos aus den Bauwerken des gallorömischen Alesia. Das wird wahrscheinlich auf die meisten alten Häuser der nahen und auch weiteren Region zutreffen.
Die heutigen meist kümmerlichen Reste der ehemaligen Bauwerke sind überwiegend nur deren Grundmauern und Keller, was auf einen gründlichen Abbruch der freistehenden Bauwerksteile bis hinunter zu den anschließenden Geländeoberflächen schließen lässt. Es gibt nur wenige Bauten mit höher aufragenden Mauern, wie zum Beispiel die Einfassungsmauer des Theaters oder das Mauerwerk im Tempel des Ucuetis.
Das Heilwasser von Alesia, dessen guter Ruf bis in die keltische Zeit zurückreicht, war weithin bekannt und wurde von bedeutenden Persönlichkeiten und Fürstenfamilien bis in das 20. Jh. verwendet.

## Ausmaß der archäologischen Erkenntnisse
Aus den Quellen geht hervor, dass die Ausgrabungsergebnisse sich derzeit nur über einen relativ geringen Bereich der Siedlung und der Belagerungstechnik erstrecken und die Ausgrabungen noch etliche Jahrzehnte andauern werden.

## Trivia
- In seinem Roman Caesars Druide schilderte Claude Cueni die Belagerung von Alesia anschaulich aus der Sicht seines fiktiven Protagonisten.
- Treffend parodiert wird die lange Zeit unklare Lage des historischen Alesia und die von den Galliern als Schande empfundene Niederlage an diesem Ort in der Comicbandreihe Asterix. Im Band Asterix und der Arvernerschild werden den Galliern entsprechende Dialoge in den Mund gelegt („Alesia? Wir wissen nicht, wo dieses Alesia liegt! Niemand weiß, wo Alesia liegt!“).
- Im Film Asterix erobert Rom ist kurz der imaginäre U-Bahnhof der Stadt als Teil einer Spukszene zu sehen. Tatsächlich gibt es im Netz der Métro Paris einen Bahnhof namens Alésia.
- Die Folk-Metal-Band Eluveitie widmet Alesia einen Song auf ihrem Konzeptalbum Helvetios, in dem es insgesamt um den gallischen Krieg geht.
- Auch die kanadische Metal-Band Ex Deo widmet der Stadt einen Titel auf ihrem Album Romulus. Dieser stellt jedoch konträr zu Eluveitie die Sicht der Römer dar.
- Alesia 5. Mai war ein Aufnahmesatz von zu Testzwecken aufgenommener Babysprache am Institut für Maschinelle Sprachverarbeitung der Universität Stuttgart.
- Die australische Autorin Colleen McCullough beschreibt in ihrem Roman Rubicon (Caesar, 1997) die Schlacht um Alesia aus der Sicht beider Parteien und hält sich bei der Schilderung der Abläufe sehr nahe an die wissenschaftlichen Erkenntnisse.

## Keltische und römische Münzen (mit Vercingetorix und Caesar)
von links nach rechts:
- Caesar war der Erste, den man zu Lebzeiten auf römischen Münzen abbildete.
- Vercingetorix, wahrscheinlich mit einem echten Porträt des Vercingetorix während seiner Gefangenschaft in Rom

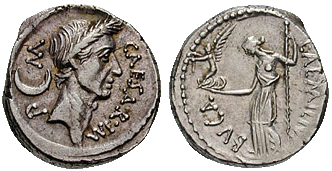
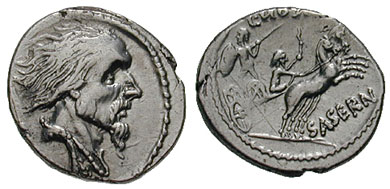
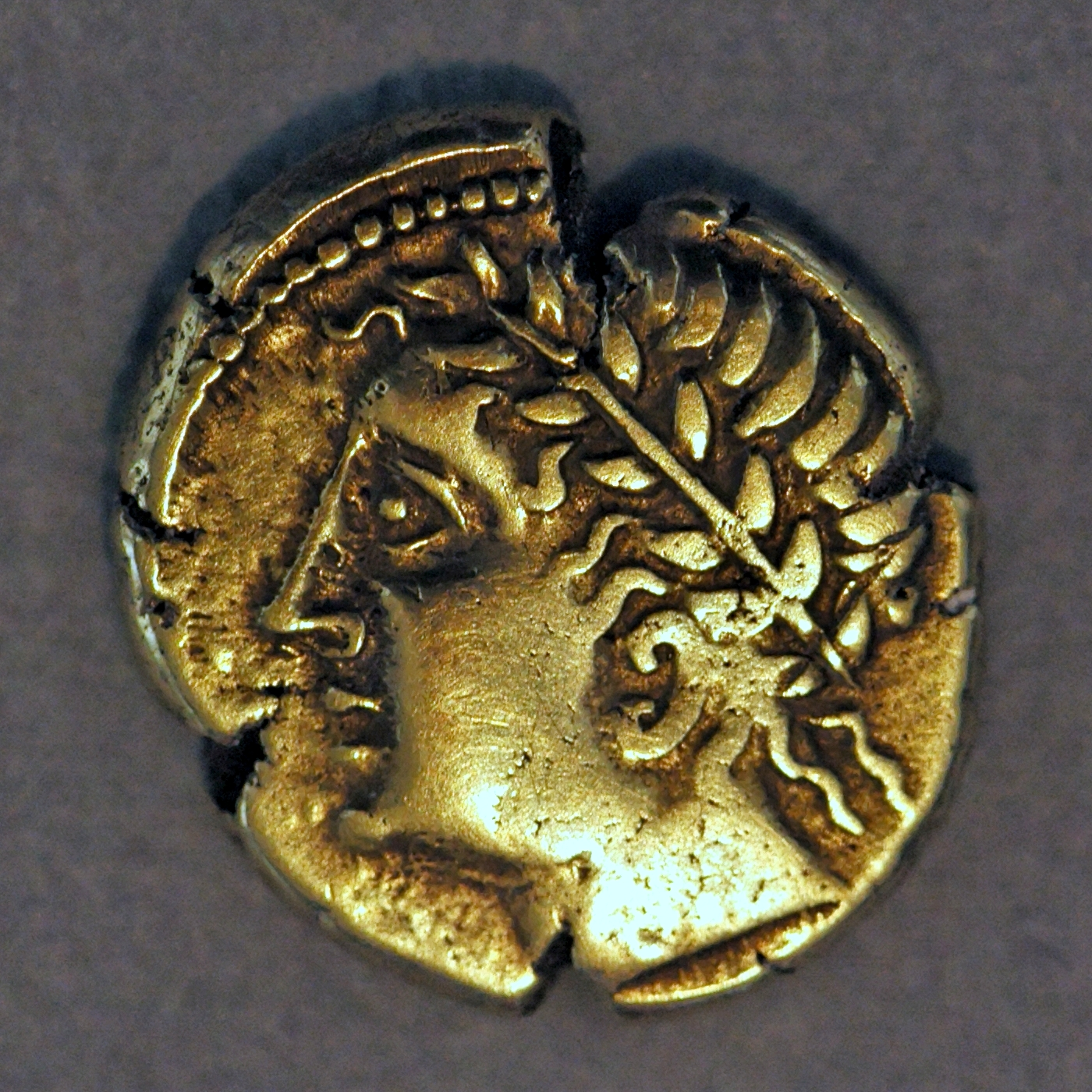

- Vercingetorix

## Museum

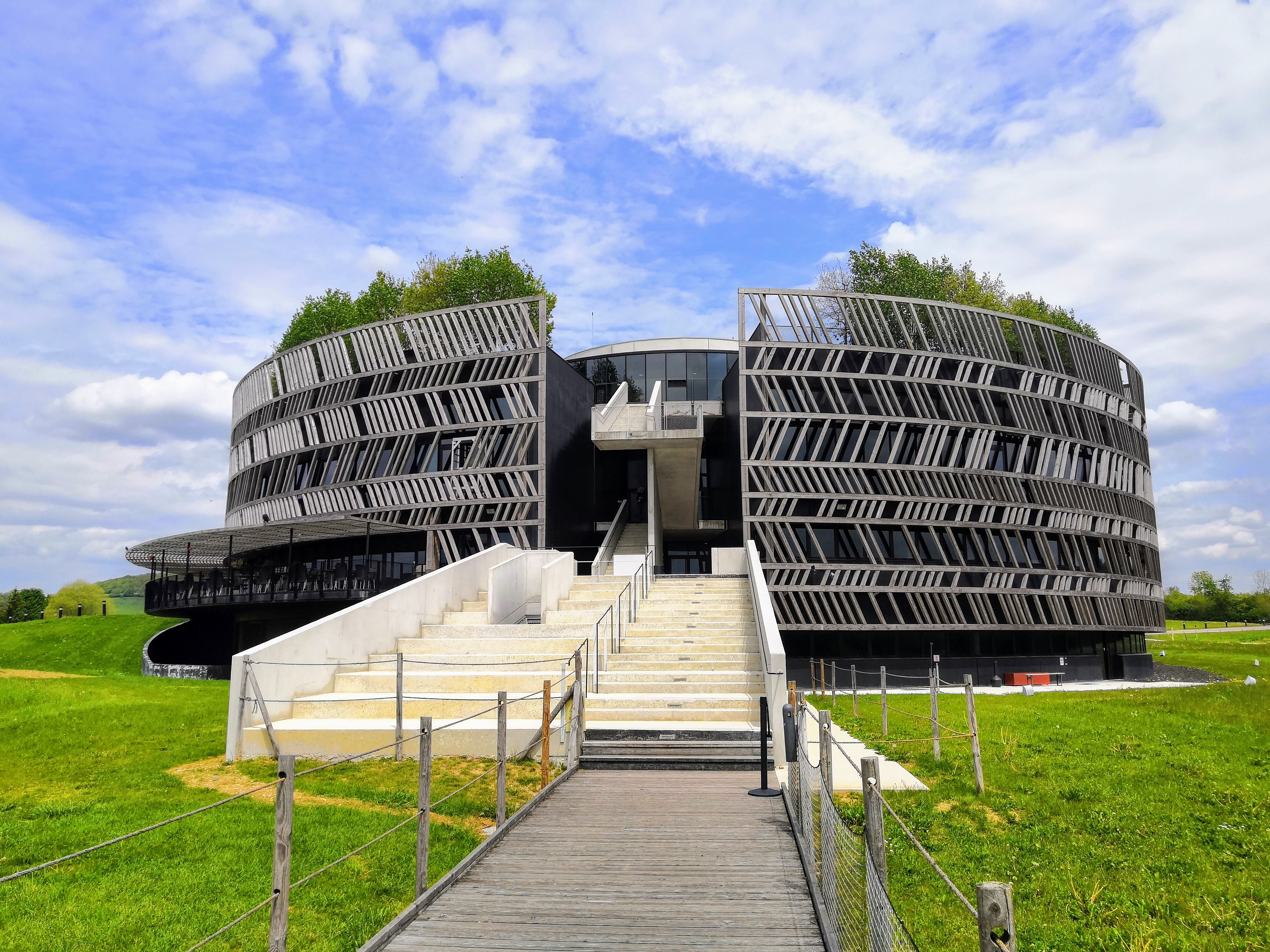
MuséoParc Alésia

Rund um das Thema Alesia gibt es bei Alise-Sainte-Reine im Département Côte-d’Or ein modernes Museum und Ausstellungszentrum. Der MuséoParc Alésia ist ein dreistöckiges Gebäude mit einem Durchmesser von 52 Metern, was mit seiner zylindrischen Form die Einkesselung der Gallier durch die Römer symbolisieren soll.
Von 1978 bis 2005 existierten im Archéodrome de Beaune, etwa 70 km von Alise-Sainte-Reine entfernt, Nachbauten der Befestigungsanlagen von Alesia.